# Список судинних рослин України — однодольні
Список однодольних місцевих рослин України є продовженням Списку судинних рослин України. У місцевій флорі України є представники 7 порядків (із 11 загалом): лепехоцвіті (Acorales), частухоцвіті (Alismatales), холодкоцвіті (Asparagales), комеліноцвіті (Commelinales), діоскореєцвіті (Dioscoreales), лілієцвіті (Liliales), тонконогоцвіті (Poales).

### Місцеві однодольні Monocots
| №   | Вид | Розповсюдження в Україні | Джерело інформації | Родина                       | Зображення |
| --- | --- | --- | ------------------ | ---------------------------- | ---------- |
| 1   | Лепеха звичайна Acorus calamus L. | На заболочених лугах, болотах — на всій території | [ 2 ]              | Лепехові Acoraceae           |            |
| 2   | Частуха злакоподібна Alisma gramineum Lej. | На берегах річок на мулкуватих ґрунтах — на всій території, розсіяно | [ 3 ]              | Частухові Alismataceae       |            |
| 3   | Частуха ланцетна Alisma lanceolatum With. | На берегах водойм, на заболочених лугах — на всій території | …                  | …                            |            |
| 4   | Частуха звичайна Alisma plantago-aquatica L. | На берегах водойм, у канавах, на заболочених лугах і болотах — на всій території, звичайно | …                  | …                            |            |
| 5   | Кальдезія білозоролиста Caldesia parnassifolia (L.) Parl. | На берегах водойм і в воді, у заплавних і терасових озерах — у Поліссі та Лісостепу. У ЧКУ має статус «зникаючий» | [ 4 ]              | …                            |            |
| 6   | Зіркоплідник частуховий Damasonium alisma Miller | У степових подах — на сході Степу. У ЧКУ має статус «зникаючий» | [ 4 ]              | …                            |            |
| 7   | Стрілиця звичайна Sagittaria sagittifolia L. | У водоймах з повільною течією і стоячою водою на берегах — на всій території звичайно; у Криму вказувався для ок. Сімферополя | …                  | …                            |            |
| 8   | Стрілиця трилиста Sagittaria trifolia L. | Береги водойм — заплави річок: Дунаю, Дністра, П. Бугу та Дніпра – досить рідко | [ 5 ]              | …                            |            |
| 9   | Часник білоцвітий Allium albiflorum Omelczuk | На гірських луках — у Криму, зрідка | [ 6 ]              | Амарилісові Amaryllidaceae   |            |
| 10  | Часник заячий Allium angulosum L. | На луках, на берегах річок — на всій території (крім крайнього півдня Степу і Криму); в Карпатах тільки в передгір'ях | …                  | …                            |            |
| 11  | Часник темно-фіолетовий Allium atroviolaceum Boiss. | На кам'янистих і трав'янистих схилах, вздовж доріг, іноді в посівах як бур'ян — у Донецькому Лісостепу зрідка; на півдні Степу і в Криму досить звичайно | …                  | …                            |            |
| 12  | Цибуля конвалієва Allium convallarioides Grossh. | На приморських схилах у південному Криму | …                  | …                            |            |
| 13  | Часник червонуватий Allium erubescens K.Koch | На луках, трав'янистих схилах — в гірському Криму, зрідка | …                  | …                            |            |
| 14  | Часник жовтуватий Allium flavescens Besser | У степах, на кам'янистих місцях — у Лісостепу (особливо в зах. ч.) і Степу, звичайно | …                  | …                            |            |
| 15  | Часник крапчастий Allium guttatum Steven | На трав'янистих схилах, пісках і черепашнику в літоральній смузі — на півдні Степу, на островах і косах Причорномор'я | …                  | …                            |            |
| 16  | Часник переодягнений Allium pervestitum Klokov | На засолених ґрунтах — у приазовських степах, зрідка. У ЧКУ має статус «зникаючий» | …                  | …                            |            |
| 17  | Часник Реґеля Allium regelianum A.K.Becker | На солончаках, засолених степових ділянках — у пд. і пд-сх. ч. Степи, зрідка. У ЧКУ має статус «рідкісний» | …                  | …                            |            |
| 18  | Часник гадючий Allium rotundum L. | На трав'янистих схилах — у Закарпатті (село Невицьке), на півдні Степу і в Криму (переважно степових районах) | …                  | …                            |            |
| 19  | Часник савранський Allium savranicum (Nyman) Oxner | На пісках — у Степу і на півдні Лісостепу, досить звичайно. У ЧКУ має статус «вразливий» | …                  | …                            |            |
| 20  | Цибуля-трибулька Allium schoenoprasum L. | На гірських луках і в зоні криволісся — у Карпатах | …                  | …                            |            |
| 21  | Цибуля Кирила Allium cyrilli Ten. | У Криму | [ 7 ]              | …                            |            |
| 22  | Allium denudatum Redouté | На кам'янистих місцях і скелях, у передгір'ях — у Криму (ок. Судака) дуже рідко | [ 8 ]              | …                            |            |
| 23  | Allium ericetorum Thore | ? | [ 9 ]              | …                            |            |
| 24  | Часник гірський Allium lusitanicum Lam. | На Правобережжі: у Закарпатті, Карпатах, Прикарпатті, на Поділлі, в Поліссі та Придніпров'ї | [ 10 ]             | …                            |            |
| 25  | Allium nathaliae Seregin | Ендемік південних схилів Кримських гір | [ 11 ]             | …                            |            |
| 26  | Часник наскельний Allium saxatile M.Bieb. | ≈ синонім Allium savranicum | [ 13 ]             | …                            |            |
| 27  | Часник темно-фіолетовий Allium atroviolaceum Boiss. | На кам'янистих і трав'янистих схилах, вздовж доріг, іноді в посівах як бур'ян — у Донецькому Лісостепу зрідка; на півдні Степу і в Криму досить звичайно | [ 14 ]             | …                            |            |
| 28  | Часник оманливий Allium decipiens Fisch. ex Schult. & Schult.f. | У степах, на трав'янистих схилах, у чагарниках — у Донецькому Лісостепу і в Степу | …                  | …                            |            |
| 29  | Часник жовтий Allium flavum L. (у т. ч. Allium paczoskianum Tuzson) | У степах, на трав'янистих і кам'янистих схилах — у Лісостепу, Степу та Криму | …                  | …                            |            |
| 30  | Часник нерівний Allium inaequale Janka | На степових і кам'янистих схилах — у Донецькому Лісостепу, Степу та Криму | …                  | …                            |            |
| 31  | Часник лінійний Allium lineare L. | На кам'янистих і щебенистих місцях — зрідка в Донецькому Лісостепу. У ЧКУ має статус «вразливий» | …                  | …                            |            |
| 32  | Часник Маршалла Allium marschallianum Vved. | На скелях, сухих гірських схилах, на виходах гірських порід — у Криму | …                  | …                            |            |
| 33  | Часник пижмовий Allium moschatum L. | На кам'янистих і щебенистих місцях, осипах — у Криму, зрідка | …                  | …                            |            |
| 34  | Часник скісний Allium obliquum L. | На трав'янистих і кам'янистих схилах — в західному Лісостепу, (Хмельницька обл., Кам'янець-Подільський р-н), рідко. У ЧКУ має статус «зникаючий» | …                  | …                            |            |
| 35  | Часник польовий Allium oleraceum L. | У світлих лісах, на луках, степах, трав'янистих схилах, іноді уздовж доріг — у Закарпатті, Прикарпатті, Поліссі, Лісостепу і на півночі Степу, розсіяно | …                  | …                            |            |
| 36  | Часник волотистий Allium paniculatum L. | На трав'янистих і кам'янистих схилах — у Криму | …                  | …                            |            |
| 37  | Часник подільський Allium podolicum Blocki ex Racib. & Szafer | У світлих лісах, степах, на кам'янистих схилах — у північно-західних районах Лісостепу | …                  | …                            |            |
| 38  | Часник скельний Allium rupestre Steven | На кам'янистих схилах, скелях — у гірському Криму, досить звичайно | …                  | …                            |            |
| 39  | Часник жорсткий Allium strictum Schrad. | На скелях і кам'янистих схилах — відомий з кількох місць Опілля. У ЧКУ має статус «рідкісний» | …                  | …                            |            |
| 40  | Allium siculum Ucria | У Криму. У ЧКУ має статус «рідкісний» | [ 15 ]             | …                            |            |
| 41  | Allium tarkhankuticum Seregin | У Криму | [ 16 ]             | …                            |            |
| 42  | Часник іспанський Allium scorodoprasum L. | На луках, трав'янистих схилах, в чагарниках, іноді в посівах як бур'ян — у Карпатах (рівнинні райони), на Поліссі та в Лісостепу (в основному на Правобережжі) | [ 17 ]             | …                            |            |
| 43  | Часник круглоголовий Allium sphaerocephalon L. | У степах, на сухих луках, схилах, в чагарниках — у Закарпатті, Лісостепу, Степу та Криму, досить звичайний | …                  | …                            |            |
| 44  | Часник ведмежий Allium ursinum L. | У тінистих листяних і змішаних лісах, у горах до верхньої межі лісу — у Карпатах, досить звичайно; на Поліссі та Лісостепу, спорадично. У ЧКУ має статус «неоцінений» | …                  | …                            |            |
| 45  | Часник переможний Allium victorialis L. | У горах, у верхній частині лісового поясу і в поясі криволісся, заходить на полонини — у Карпатах, досить звичайно; у Криму, рідко | …                  | …                            |            |
| 46  | Часник виноградниковий Allium vineale L. | На луках, трав'янистих схилах, у чагарниках, часто як бур'ян у виноградниках — у Карпатах (рівнинні райони), на Поліссі та в Правобережного Лісостепу | …                  | …                            |            |
| 47  | Galanthus gracilis Čelak. | В одеській області. Припускається, що вид можливо є синонімом до Galanthus elwesii | [ 19 ]             | …                            |            |
| 48  | Підсніжник південний Galanthus elwesii Hook.f. | У світлих лісах, на трав'янистих схилах — у Правобережному Степу, дуже рідко. У ЧКУ має статус «вразливий» | [ 20 ]             | …                            |            |
| 49  | Підсніжник звичайний Galanthus nivalis L. | У листяних лісах, серед чагарників — у Карпатах, Правобережного Лісостепу, рідше в Лівобережному Лісостепу. У ЧКУ має статус «неоцінений» | …                  | …                            |            |
| 50  | Підсніжник складчастий Galanthus plicatus Bieb. | У лісах і тінистих місцях — у гірському Криму, звичайно. У ЧКУ має статус «вразливий» | …                  | …                            |            |
| 51  | Білоцвіт літній Leucojum aestivum L. | На вологих і болотистих луках, у плавнях в прибережній смузі — у Закарпатті, Карпатах, гірському Криму, зрідка; у Степу, дуже рідко. У ЧКУ має статус «вразливий» | …                  | …                            |            |
| 52  | Білоцвіт весняний Leucojum vernum L. | У лісах, на сирих луках — у Закарпатті, Карпатах звичайно; у Розточчі-Опіллі значно рідше. У ЧКУ має статус «неоцінений» | …                  | …                            |            |
| 53  | Нарцис білий Narcissus poeticus L. | На гірських луках і в передгір'ях — у Закарпатті й Карпатах, рідко. У ЧКУ має статус «вразливий» | …                  | …                            |            |
| 54  | Осінник жовтий Sternbergia colchiciflora Waldst. & Kit. | На сухих схилах, кам'янистих місцях — у Степу (Ізмаїл, Одеса), Степовому і гірському Криму, рідко. У ЧКУ має статус «вразливий» | …                  | …                            |            |
| 55  | Образки болотяні Calla palustris L. | На болотах, переважно лісових, біля берегів річок, у вільшаниках — уздовж підніжжя Карпат (у Закарпатті й Передкарпатті), зрідка; у Поліссі, звичайно; у Лісостепу, рідко | [ 2 ]              | Кліщинцеві Araceae           |            |
| 56  | Кліщинець східний Arum orientale Bieb. | У лісах — у Криму. У ЧКУ має статус «рідкісний» | …                  | …                            |            |
| 57  | Кліщинець плямистий Arum maculatum L. | ? | [ 21 ]             | …                            |            |
| 58  | Кліщинець Бессера Arum besserianum Schott | У лісах — Карпати й південно-західні райони України | [ 22 ]             | …                            |            |
| 59  | Кліщинець видовжений Arum elongatum Steven | У лісах, серед чагарників — у Донецькому Лісостепу, на півдні Степу і в Криму | …                  | …                            |            |
| 60  | Кліщинець італійський Arum italicum Mill. | У тінистих лісах — на ПБК, рідко. У ЧКУ має статус «зникаючий» | …                  | …                            |            |
| 61  | Ряска горбата Lemna gibba L. | У стоячих водоймах — на всій території крім Криму, зрідка | …                  | …                            |            |
| 62  | Ряска мала Lemna minor L. | У стоячих водоймах — на всій території, досить звичайно | …                  | …                            |            |
| 63  | Ряска триборозниста Lemna trisulca L. | У стоячих водоймах — на всій території, досить звичайно | …                  | …                            |            |
| 64  | Завитка ряснокоренева Spirodela polyrhiza (L.) Schleid. | У стоячих і повільних водах — на всій території крім Криму | …                  | …                            |            |
| 65  | Рясочка безкоренева Wolffia arrhiza (L.) Horkel ex Wimm. | У стоячих водоймах — переважно в Лісостепу, рідше на Поліссі | …                  | …                            |            |
| 66  | Віхалка гілляста Anthericum ramosum L. | У світлих лісах, чагарниках, на трав'янистих схилах — майже на всій території, у Степу рідше | [ 23 ]             | Холодкові Asparagaceae       |            |
| 67  | Asparagus inderiensis Blume ex Ledeb. | Крим | [ 24 ]             | …                            |            |
| 68  | Холодок приморський Asparagus maritimus (L.) Miller | На берегах річок, на піщаних і засолених ґрунтах морських узбереж — у Степу і Степовому Криму, розсіяно | [ 25 ]             | …                            |            |
| 69  | Холодок лікарський Asparagus officinalis L. | У світлих лісах, на узліссях, у чагарниках, степах, на трав'янистих схилах — майже на всій території | …                  | …                            |            |
| 70  | Холодок Палляса Asparagus pallasii Miscz. | На солончаках і морських узбережжях — на півдні Степу, зрідка. У ЧКУ має статус «вразливий» | …                  | …                            |            |
| 71  | Холодок несправжньошорсткий Asparagus pseudoscaber Grecescu | Піщані луки – розсіяно по узбережжю Чорного моря в Бессарабії, дельті Дністра та на о-ві Тендра – рідко | [ 5 ]              | …                            |            |
| 72  | Холодок тонколистий Asparagus tenuifolius Lam. | У лісах, на узліссях, у чагарниках — у пд.-зх. ч. досить звичайно; у Криму зрідка | [ 20 ]             | …                            |            |
| 73  | Холодок кільчастий Asparagus verticillatus L. | На узліссях лісів, у чагарниках, на трав'янистих і кам'янистих схилах, на морському узбережжі — у західному Лісостепу і Донецькому Лісостепу, зрідка; у Степу і Криму, звичайно | …                  | …                            |            |
| 74  | Белевалія Липського Bellevalia lipskyi (Miscz.) Wulff. | На полях, сухих трав'янистих схилах — у пд. Криму дуже рідко | [ 26 ]             | …                            |            |
| 75  | Bellevalia speciosa Woronow ex Grossh. | У степах, на сухих трав'янистих схилах — на півдні Лісостепу зрідка; в Степу і Криму (за винятком гірського Криму) досить звичайно | …                  | …                            |            |
| 76  | Colpodium biebersteinianum (Claus) Röser & Tkach, syn. Zingeria biebersteiniana (Claus) P.A.Smirn.                                                                            | На сирих луках, біля водойм — у Криму дуже рідко. | [ 27 ]             | …                            |            |
| 77  | Конвалія звичайна Convallaria majalis L. | У світлих лісах, на лісових галявинах, у чагарниках — на б. ч. території, лише в гірському Криму й ізольоване місце зростання в Херсонській обл. (Чорноморський біосферний заповідник) | …                  | …                            |            |
| 78  | Гіяцинтик блідий Hyacinthella leucophaea (K.Koch) Schur | У степах, на схилах — у пд. ч. Лісостепу і Степу, досить звичайно; Криму (ок. Севастополя), дуже рідко | …                  | …                            |            |
| 79  | Гіяцинтик Палляса Hyacinthella pallasiana (Steven) Losinsk. | На кам'янистих і трав'янистих схилах — у Донецькому Лісостепу і Степу (в основному Лівобережному). У ЧКУ має статус «вразливий» | …                  | …                            |            |
| 80  | Кукурудзка чубата Leopoldia comosa (L.) Parl. | На трав'янистих схилах, полях, луках — у Закарпатті, Прикарпатті, Розточчі-Опіллі зрідка; в Криму, досить часто | …                  | …                            |            |
| 81  | Кукурудзка тонкоцвіта Leopoldia tenuiflora (Tausch) Heldr. | У степах, чагарниках, на трав'янистих схилах, іноді в посівах — на півдні Правобережного Лісостепу і на півночі Степу розсіяно; у Криму зрідка; у Закарпатті рідко | …                  | …                            |            |
| 82  | Веснівка дволиста Maianthemum bifolium (L.) F.W.Schmidt | У лісах, на вологому ґрунті, у горах підіймається до верхньої межі лісу — у Закарпатті, Карпатах, на Поліссі, у пн. ч. Лісостепу звичайно; у Харківській обл. рідко | …                  | …                            |            |
| 83  | Гадюча цибулька дрібноцвіта Muscari botryoides (L.) Mill. | На трав'янистих і кам'янистих схилах — у Карпатах. У ЧКУ має статус «зникаючий» | …                  | …                            |            |
| 84  | Гадюча цибулька китицецвіта Muscari neglectum Guss. ex Ten. | У степах, на трав'янистих схилах, у чагарниках — у Закарпатті, Лісостепу, Степу та Криму | …                  | …                            |            |
| 85  | Рястка двозначна Ornithogalum amphibolum Zahar. | На степових сухих схилах — на південному заході Степу дуже рідко. У ЧКУ має статус «зникаючий» | [ 28 ]             | …                            |            |
| 86  | Рястка зігнута Ornithogalum arcuatum Steven | Крим і Донецький кряж | [ 29 ]             | …                            |            |
| 87  | Рястка Буше Ornithogalum boucheanum (Kunth) Asch. | У чагарниках, на луках — у Закарпатті, на півдні Лісостепу і в Степу зрідка; в Криму відомі поодинокі місця зростання. У ЧКУ має статус «неоцінений» | …                  | …                            |            |
| 88  | Рястка торочкувата Ornithogalum fimbriatum Willd. | На трав'янистих місцях, степових і кам'янистих схилах, у світлих лісах — у Степу дуже рідко; в Криму б. м. звичайно | …                  | …                            |            |
| 89  | Рястка Фішера Ornithogalum fischerianum Krasch. | На степових схилах — у Степу | …                  | …                            |            |
| 90  | Рястка гірська Ornithogalum oreoides Zahar. | На трав'янистих степових місцях, кам'янистих схилах — дуже рідко на південному заході Степу. У ЧКУ має статус «вразливий» | …                  | …                            |            |
| 91  | Рястка піренейська Ornithogalum pyrenaicum L. | На степових схилах, луках, полях, уздовж доріг — у Криму, досить звичайно | …                  | …                            |            |
| 92  | Рястка причорноморська Ornithogalum ponticum Zahar. | На схилах, біля доріг — у Криму, досить звичайно | …                  | …                            |            |
| 93  | Рястка зламана Ornithogalum refractum Zahar. | На степових схилах, у чагарниках — у передгір'ях Криму, зрідка. У ЧКУ має статус «вразливий» | …                  | …                            |            |
| 94  | Рястка парасолькова Ornithogalum umbellatum L. | У лісах, на трав'янистих схилах — у Закарпатті, Розточчі-Опіллі, Лісостепу і Степу (переважно в зх. ч.), зрідка | …                  | …                            |            |
| 95  | Рястка Воронова Ornithogalum woronowii Krasch. | У лісах, на сухих луках, у чагарниках — у Криму, звичайно | …                  | …                            |            |
| 96  | Ornithogalum navaschinii Agapova | Крим | [ 30 ]             | …                            |            |
| 97  | Рястка прямолиста Ornithogalum orthophyllum Ten. | ? | [ 31 ]             | …                            |            |
| 98  | Купина кільчаста Polygonatum verticillatum (L.) All. | У тінистих лісах — у Карпатах, західному Лісостепу | [ 26 ]             | …                            |            |
| 99  | Купина широколиста Polygonatum latifolium (Jacq.) Desf. | У лісах, чагарниках — у Закарпатті, Прикарпатті, на Правобережжі, б. м. звичайно; на Лівобережжі та в гірському Криму, зрідка | [ 17 ]             | …                            |            |
| 100 | Купина рясноцвіта Polygonatum multiflorum (L.) All. | У тінистих лісах і чагарниках — на всій території (крім Степу), звичайно; у Криму, зрідка | …                  | …                            |            |
| 101 | Купина запашна Polygonatum odoratum (Mill.) Druce | У лісах і чагарниках — на Поліссі та в Лісостепу, звичайно; у Степу, рідше; у Криму та Карпатах в лісовому поясі | …                  | …                            |            |
| 102 | Купина східна Polygonatum orientale Desf. | У гірських лісах, серед чагарників — у гірському Криму | …                  | …                            |            |
| 103 | Prospero autumnale (L.) Speta (syn. Scilla autumnalis) | У степах, на трав'янистих і кам'янистих схилах — у приморському Степу на Сивашах, зрідка; у південному Криму, досить звичайно | [ 32 ]             | …                            |            |
| 104 | Мишачий терен колючий Ruscus aculeatus L. | Є звичайною рослиною світлих лісів, чагарників, та кам'янистих схилів Криму | [ 25 ]             | …                            |            |
| 105 | Мишачий терен язичковий Ruscus hypoglossum L. | У гірських лісах і на тінистих кам'янистих гірських схилах — у Криму. У ЧКУ має статус «рідкісний» | …                  | …                            |            |
| 106 | Ruscus hyrcanus Woronow | Крим | [ 33 ]             | …                            |            |
| 107 | Проліски дволисті Scilla bifolia L. | У листяних лісах, на узліссях, трав'янистих схилах, на рівнині й у горах досубальпійского пояса — у Карпатах, на півдні Правобережного Полісся, у Лісостепу, Степу, гірському Криму | [ 28 ]             | …                            |            |
| 108 | Проліски пониклі Scilla siberica Haw. | У лісах, на узліссях, у чагарниках — спорадично в Лісостепу (за винятком зх. ч.), Степу (за винятком півдня); у гірському Криму, зрідка | [ 28 ]             | …                            |            |
| 109 | Золотень жовтий Asphodeline lutea (L.) Rchb. | На сухих кам'янистих схилах, серед скель, у світлих лісах — у гірському Криму | [ 34 ]             | Асфоделові Asphodelaceae     |            |
| 110 | Золотень кримський Asphodeline taurica (Pall. ex M.Bieb.) Endl. | На сухих степових та кам'янистих схилах — у гірському та пд. Криму | …                  | …                            |            |
| 111 | Сусак звичайний Butomus umbellatus L. | На заболочених лугах, берегах річок і ставків, у повільних водах — на всій території, звичайно | [ 3 ]              | Сусакові Butomaceae          |            |
| 112 | Пізньоцвіт піщаний Colchicum arenarium Waldst. & Kit. | В Одеській області. У ЧКУ має статус «вразливий» під назвою пізньоцвіт Фоміна Colchicum fominii | ЧКУ                | Пізньоцвітові Colchicaceae   |            |
| 113 | Пізньоцвіт осінній Colchicum autumnale L. | На луках, трав'янистих схилах — у Карпатах (у передгір'ях і нижніх гірських поясах), розсіяно; у Правобережному Лісостепу, дуже рідко. У ЧКУ має статус «неоцінений» | [ 23 ]             | …                            |            |
| 114 | Пізньоцвіт затінковий Colchicum umbrosum Steven | У лісах, на лісових галявинах, у гори підіймається до яйл — у гірському й південному Криму. У ЧКУ має статус «вразливий» | …                  | …                            |            |
| 115 | Пізньоцвіт трилистий Colchicum triphyllum Kunze | На степових сухих схилах — у пд.-зх. ч. Степу, зрідка; у Криму (степова частина і ПБК). У ЧКУ має статус «вразливий» | …                  | …                            |            |
| 116 | Colchicum bulbocodium Ker Gawl. | ? | [ 35 ]             | …                            |            |
| 117 | Комишниця стиснута Blysmus compressus (L.) Panz. ex Link | На вологих луках — майже на всій територій; досить часто в Поліссі та Лісостепу, рідко в Степу і гірському Криму | [ 36 ]             | Осокові Cyperaceae           |            |
| 118 | Бульбокомиш приморський Bolboschoenus maritimus (L.) Palla | На вологих луках, болотах, берегах, особливо на засоленому ґрунті — майже на всій територій; у Поліссі, рідко; в Лісостепу і Степу, часто | [ 37 ]             | …                            |            |
| 119 | Бульбокомиш сизий Bolboschoenus glaucus (Lam.) S.G.Sm. | Днище подів — відомий з єдиного місця знаходження у Великому Чапельському поді в окол. Асканія-Нова | [ 5 ]              | …                            |            |
| 120 | Бульбокомиш широкоплодий Bolboschoenus laticarpus Marhold, Hroudová, Duchácek & Zákr.                                                                                         | ? | [ 38 ]             | …                            |            |
| 121 | Бульбокомиш плоскостеблий Bolboschoenus planiculmis (F.Schmidt) T.V.Egorova                                                                                                   | Береги водойм, болота — достеменно відомий із заплави Дніпра, ймовірно, трапляється в долинах інших річок та у приморській смузі — досить рідко | [ 5 ]              | …                            |            |
| 122 | Bolboschoenus yagara (Ohwi) Y.C.Yang & M.Zhan | ? | [ 39 ]             | …                            |            |
| 123 | Осока гостра Carex acuta L. | На берегах річок і озер, сирих луках, низинних болотах — на всій території (крім гірської частини Карпат і Криму), звичайно | [ 40 ]             | …                            |            |
| 124 | Осока бурувата Carex brunnescens (Pers.) Poir. | В одній місцевості на Сумщині. У ЧКУ має статус «зникаючий» | ЧКУ                | …                            |            |
| 125 | Осока попелясто-сіра Carex canescens L. | ? | [ 41 ]             | …                            |            |
| 126 | Осока похилена Carex demissa Hornem. | ? | [ 42 ]             | …                            |            |
| 127 | Carex leersii F.W.Schultz | ? | [ 43 ]             | …                            |            |
| 128 | Carex firma Host | ? | [ 44 ]             | …                            |            |
| 129 | Carex oederi Retz. | ? | [ 45 ]             | …                            |            |
| 130 | Осока пажитницева Carex loliacea L. | У ЧКУ має статус «зникаючий» | ЧКУ                | …                            |            |
| 131 | Осока щетиняста Carex strigosa Huds. | У ЧКУ має статус «зникаючий» | ЧКУ                | …                            |            |
| 132 | Осока гостроподібна Carex acutiformis Ehrh. | На низинних болотах, у чорновільшаників і заболочених березняках, на берегах озер — у Поліссі та Лісостепу, звичайно; у Степу, Карпатах і гірському Криму, зрідка | [ 46 ]             | …                            |            |
| 133 | Осока Буека Carex buekii Wimm. | На сирих і нерідко засолених луках, днищах балок, берегах малих річок — у Карпатах, Лісостепу і Степу, рідко | …                  | …                            |            |
| 134 | Осока дерниста Carex cespitosa L. | На сирих торф'янистих луках, низинних болотах — у Поліссі, спорадично; на решті території (крім Карпат і Криму), зрідка; у Степу, дуже рідко | …                  | …                            |            |
| 135 | Осока висока Carex elata All. | На низинних, рідше перехідних (мезотрофними) болотах — у Поліссі, Лісостепу, спорадично; в Степу, рідко | …                  | …                            |            |
| 136 | Осока зів'яла Carex flacca Schreb. | На вологих луках — на Заході Полісся (Волинська обл.), рідко. Можливі знахідки в західному Лісостепу | …                  | …                            |            |
| 137 | Осока чорноколоса Carex melanostachya M.Bieb. ex Willd. | У сирих западинах і болотах у зниженнях, на околицях солончаків, у заростях степових чагарників, розріджених осичняках, рідше в дібровах — у Степу, звичайно; у Лісостепу і гірському Криму, зрідка | …                  | …                            |            |
| 138 | Осока побережна Carex riparia Curtis | На низинних трав'яних болотах, у черновільшаників, заболочених рідкостійних дрібнолистих лісах, на берегах водойм — на всій території, звичайно (крім Карпат та гірського Криму); на півдні Степу, зрідка | …                  | …                            |            |
| 139 | Осока носата Carex rostrata Stokes | На низинних і перехідних болотах, на берегах стариць, озер, у придорожніх канав — на всій території, звичайно (крім півдня Степу і Криму) | …                  | …                            |            |
| 140 | Осока пухирчаста Carex vesicaria L. | На сирих луках, низинних болотах, по берегах водойм, у придорожніх пониженнях — на всій території, звичайно | …                  | …                            |            |
| 141 | Осока біла Carex alba Scop. | На кам'янистих відслоненнях — у західному Лісостепу, рідко. Є вказівки про знаходження виду в Карпатах. У ЧКУ має статус «зникаючий» | [ 47 ]             | …                            |            |
| 142 | Осока короткошия Carex brevicollis DC. | У широколистяних лісах — у Правобережному і західному Лісостепу, спорадично; у Лівобережному Лісостепу (тільки у с. Проходи Сумської обл.) | …                  | …                            |            |
| 143 | Осока похилена Carex depressa Link | На трав'янистих сухих схилах, у світлих лісах — у Розточсько-Опільських лісах, Карпатах і гірському Криму, рідко | …                  | …                            |            |
| 144 | Осока вереснякова Carex ericetorum Pollich | У соснових борах і на вирубках — у Поліссі, звичайно; у Лісостепу, Степу, Розточсько-Опільських лісах, зрідка | …                  | …                            |            |
| 145 | Осока ячмениста Carex hordeistichos Vill. | На вогкуватих луках, біля виходів ключів, на околицях боліт і узбіччях доріг, приморських пісках — у Лісостепу, Степу і Криму (крім Керченського півострова), зрідка | …                  | …                            |            |
| 146 | Осока звисла Carex pendula Huds. | У широколистяних лісах, долинах струмків — у нижніх гірських поясах Карпат і Криму | …                  | …                            |            |
| 147 | Осока несправжньосмикавцева Carex pseudocyperus L. | На низинних болотах, у черновільшаников, по берегах річок — у Поліссі, Лісостепу, спорадично; у Степу, Закарпатті та Прикарпатті, гірському Криму, зрідка | …                  | …                            |            |
| 148 | Осока житня Carex secalina Willd. ex Wahlenb. | У степах, на слабкозасолених луках — у Лісостепу та Степу, рідко. У ЧКУ має статус «вразливий» | …                  | …                            |            |
| 149 | Осока вічнозелена Carex sempervirens Vill. | На альпійських і субальпійських луках — у Карпатах | …                  | …                            |            |
| 150 | Осока піхвиста Carex vaginata Tausch | У соснових і березових лісах на свіжих ґрунтах — у Поліссі, рідко; у Карпатах (хр. Чорногора), дуже рідко. У ЧКУ має статус «зникаючий» | …                  | …                            |            |
| 151 | Осока зближена Carex appropinquata Schumach. | Осокові болота, розріджені чорновільшаників — у Поліссі, Лісостепу і Прикарпатті, звичайно | [ 48 ]             | …                            |            |
| 152 | Осока тонкокореневищна Carex chordorrhiza L.f. | На сфагново-трав'яних болотах — у Поліссі, пн. ч. Лісостепу, Розточсько-Опільських лісах, Карпатах, спорадично. У ЧКУ має статус «вразливий» | …                  | …                            |            |
| 153 | Осока зігнута Carex curvula All. | На альпійських луках і виходах скель на висоті 1800–1900 м — у Карпатах (хр. Чорногора), спорадично | …                  | …                            |            |
| 154 | Осока Девелла Carex davalliana Sm. | На осоково-мохових болотах — у малому й західному Поліссі, Волинському Лісостепу, зрідка. Є вказівки про зростання в пн. Прикарпатті. У ЧКУ має статус «вразливий» | …                  | …                            |            |
| 155 | Осока двотичинкова Carex diandra Schrank | На осоково-мохових болотах — у Поліссі, спорадично, але місцями звичайно; у Лісостепу, зрідка | …                  | …                            |            |
| 156 | Осока дворядна Carex disticha Huds. | На сирих торф'янистих луках, окрайцях низинних боліт, у заростях чагарників — у Поліссі та Лісостепу, спорадично; у пн. ч. Степу, рідко | …                  | …                            |            |
| 157 | Осока розділена Carex divisa Huds. | Приморські засолені луги — на узбережжі Чорного й Азовського морів, Сиваша, зрідка | …                  | …                            |            |
| 158 | Осока волотиста Carex paniculata L. | Осокові й осоково-мохові болота — у Карпатах (до 1700 м), спорадично; в Поліссі та Лісостепу, рідко | …                  | …                            |            |
| 159 | Осока вузьколиста Carex stenophylla Wahlenb. | У степах, на сухих солонцюватих луках, лісових галявинах і в лісосмугах — у Лісостепу, зрідка; у Степу, звичайно | …                  | …                            |            |
| 160 | Осока скельна Carex vulpina L. | Сирі луки, осокові евтрофних болота, береги водойм, придорожні канави — на всій території звичайно; у південних районах Степу та Криму, рідко | …                  | …                            |            |
| 161 | Осока остюкова Carex atherodes Spreng. | На сирих луках, у чорновільшаників, на низинних болотах — у Поліссі, Лісостепу і Степу, зрідка | [ 49 ]             | …                            |            |
| 162 | Осока пальчаста Carex digitata L. | У різних лісах — у Поліссі, Лісостепу, Карпатах, звичайно; у байрачних лісах Степу і гірському Криму, зрідка або спорадично | …                  | …                            |            |
| 163 | Осока шорстковолосиста Carex hirta L. | На луках, у світлих листяних лісах, по берегах річок, уздовж доріг — на всій території, звичайно | …                  | …                            |            |
| 164 | Осока низька Carex humilis Leyss. | У лугових степах, крейдяних і кам'янистих відслоненнях, світлих лісах — на півдні Правобережного Полісся, зрідка; у Розточсько-Опільських лісах, Карпатах, спорадично; у Лісостепу, на Донецькому кряжі й у гірському Криму, звичайно | …                  | …                            |            |
| 165 | Осока пухнастоплода Carex lasiocarpa Ehrh. | На верхових і перехідних сфагнових болотах — у Поліссі, звичайно; у Лісостепу, пн. ч. Степу і Карпатах, зрідка | …                  | …                            |            |
| 166 | Осока гірська Carex montana L. | У широколистяних лісах, чагарниках степових чагарників, на узліссях — у південних районах Полісся, спорадично; у Лісостепу і лісовому поясі Карпат, звичайно | …                  | …                            |            |
| 167 | Осока птахонога Carex ornithopoda Willd. | На високогірних луках, у чагарниках, переважно на карбонатному ґрунті — у Карпатах. Мабуть, знахідки можливі в західному Поліссі | …                  | …                            |            |
| 168 | Осока бліда Carex pallescens L. | На луках, у світлих лісах, покладах — на всій території (крім південних районів Степу), звичайно; в Криму (на яйлі й у лісовому поясі), рідко | …                  | …                            |            |
| 169 | Осока волосиста Carex pilosa Scop. | У широколистяних або хвойно-широколистяних лісах — у Лісостепу, звичайно; у Поліссі, спорадично; в північних районах Степу та передгір'ях Карпат, зрідка | …                  | …                            |            |
| 170 | Осока почорніла Carex atrata L. | На високогірних луках, кам'янистих схилах, у чагарниках (1700–1900 м) — у Карпатах, нерідко | [ 50 ]             | …                            |            |
| 171 | Осока двоколірна Carex bicolor Bellardi ex All. | На високогірних луках і кам'янистих схилах (1800–2000 м) — у Карпатах (гора Піп Іван Чорногірський). У ЧКУ має статус «зникаючий» | …                  | …                            |            |
| 172 | Осока Буксбаума Carex buxbaumii Wahlenb. | На заболочених лугах, низинних болотах — у Поліссі, Лівобережного Лісостепу (Сумська обл., Тростянецький р-н), Карпатах, рідко. У ЧКУ має статус «вразливий» | …                  | …                            |            |
| 173 | Осока їжакувата Carex echinata Murray | На трав'яно-мохових болотах, сирих торф'янистих луках, на заболочених вирубках — у Поліссі, звичайно; у Лісостепу, лісовому і високогірному поясах Карпат, спорадично | …                  | …                            |            |
| 174 | Осока видовжена Carex elongata L. | На осокових болотах, в черновільшаників, сирих верболозах — у Поліссі та Карпатах, спорадично; в Лісостепу і Степу, зрідка | …                  | …                            |            |
| 175 | Осока Біґелоу Carex bigelowii Torr. ex Schwein. | На високогірних луках і скелястих схилах (1400–1800 м) — у Карпатах | [ 51 ]             | …                            |            |
| 176 | Осока чеська Carex bohemica Schreb. | На піщаних слабо зарослих берегах річок і озер — ок. Києва та Яворова Львівської обл.; Чоп у Закарпатській обл. Рослина, мабуть, зростає й на ряді ділянок заплави Дніпра і його великих приток. У ЧКУ має статус «вразливий» | [ 52 ]             | …                            |            |
| 177 | Осока трясучкова Carex brizoides L. | У широколистяних лісах — спорадично і тільки на Правобережжі, у Поліссі, Лісостепу і частково Степу. Південний кордон виду проходить приблизно від м. Дніпра на Кишинів | …                  | …                            |            |
| 178 | Осока колхідська Carex colchica J.Gay | на піщаних степах, схилах, незадернованних пісках — на всій території (крім Карпат) звичайний, в Поліссі, мабуть, зрідка | …                  | …                            |            |
| 179 | Осока переривчаста Carex divulsa Stokes | У широколистяних та дрібнолистих лісах — у Лісостепу і Степу, зрідка. Цілком певно відома з Рівненської, Львівської, Вінницької, Чернівецької, Хмельницької, Одеської та Кримської областей | …                  | …                            |            |
| 180 | Осока колючкувата Carex muricata L. | У широколистяних, рідше хвойно-широколистяних лісах — у Поліссі, Лісостепу, гірському Криму, Донецькому Лісостепу, спорадично | …                  | …                            |            |
| 181 | Осока Отруби Carex otrubae (L.) Reichard | На сирих і солонцюватих луках, в заростях чагарників і розріджених сирих лісах у Степу — у Закарпатті, дуже рідко; у Лісостепу і Степу, включаючи рівнинні райони Криму, спорадично | …                  | …                            |            |
| 182 | Осока рідкоколоса Carex remota L. | У тінистих дібровах, нерідко по долинах лісових струмків або западин — у Лісостепу, Лівобережному Поліссі й гірському Криму, спорадично | …                  | …                            |            |
| 183 | Осока колосиста Carex spicata Huds. | На суходільних луках, у розріджених березових і широколистяних лісах, на пустирях, поблизу житла — на всій території звичайно; у Степу, зрідка | …                  | …                            |            |
| 184 | Осока волосинчаста Carex capillaris L. | На високогірних і рівнинних луках, кам'янистих схилах, в заболочених лісах — у Карпатах і Поділля, рідко | [ 53 ]             | …                            |            |
| 185 | Осока збіднена Carex depauperata Curtis ex Stokes | У світлих лісах — у Криму на ПБК (долина Ласпі), у передгір'ях і на Керченському півострові. У ЧКУ має статус «рідкісний» | …                  | …                            |            |
| 186 | Осока розтягнена Carex extensa Gooden. | На низьких піщаних берегах або в піщаних степах близько морських узбереж — на узбережжі Чорного й Азовського морів, зрідка | …                  | …                            |            |
| 187 | Осока жовта Carex flava L. | На сирих торф'янистих луках, окрайцях низинних і перехідних боліт — у Поліссі, Лісостепу, Карпатах, спорадично; у Степу і гірському Криму, зрідка | …                  | …                            |            |
| 188 | Осока блискучоплода Carex liparocarpos Gaudin | На кам'янистих схилах, приморських пісках — у Степу, Донецькому Лісостепу (тільки Слов'янський р-н) та на Азовському узбережжі (Маріуполь), рідко; у Криму (включаючи яйлу), спорадично. У ЧКУ має статус «зникаючий» | …                  | …                            |            |
| 189 | Осока Мікелі Carex michelii Host | В остепнених дібровах, на узліссях, у заростях степових чагарників — у Поліссі та Лісостепу, зрідка; у Лісостепу, гірському Криму та Передкарпатті, звичайно | …                  | …                            |            |
| 190 | Осока просяна Carex panicea L. | На сирих луках, низинних болотах, у світлих заболочених лісах — у Поліссі, звичайно; у Лісостепу і Карпатах, зрідка | …                  | …                            |            |
| 191 | Осока лісова Carex sylvatica Huds. | У широколистяних та змішаних лісах — у Поліссі, зрідка; у Лісостепу, Карпатах і гірському Криму, звичайно | …                  | …                            |            |
| 192 | Осока весняна Carex caryophyllea Latourr. | На сухих луках, у степах, розріджених сухих соснових і березових лісах — у Поліссі, Лісостепу (у т. ч. Закарпатському), Степу, спорадично; в гірському Криму, зрідка | [ 54 ]             | …                            |            |
| 193 | Осока куляста Carex globularis L. | На торф'яних болотах, в заболочених, переважно соснових, лісах — є єдиний екземпляр рослини з Сумської обл. без точного зазначення місця збору. У ЧКУ має статус «зникаючий» | …                  | …                            |            |
| 194 | Осока Галлера Carex halleriana Asso | На кам'янистих схилах, у світлих лісах — у гірському Криму спорадично, а місцями звичайно | …                  | …                            |            |
| 195 | Осока стопоподібна Carex pediformis C.A.Mey. | У хвойно-широколистяних і широколистяних лісах — у Поліссі, Лісостепу, північних районах Степу та Карпатах, спорадично. У ЧКУ має статус «рідкісний» | …                  | …                            |            |
| 196 | Осока кульконосна Carex pilulifera L. | На високогірних луках, в заростях чагарників у верхніх гірських поясах (1400–1600 м) — у Карпатах (Закарпатська та Івано-Франківська області). Ймовірно, може бути знайдена в північно-західних районах Полісся | …                  | …                            |            |
| 197 | Осока кореневищна Carex rhizina Blytt ex Lindblom | У хвойно-широколистяних і широколистяних лісах — у Поліссі, Лісостепу, північних районах Степу та Карпатах, спорадично | …                  | …                            |            |
| 198 | Осока повстиста Carex tomentosa L. | На луках, у світлих лісах, на сухих схилах, зустрічається і в сируватих низинах — у Поліссі та Лісостепу, зрідка; у лісовому поясі гірського Криму, звичайно | …                  | …                            |            |
| 199 | Осока затінкова Carex umbrosa Host | У розріджених широколистяних лісах — у Розточсько-Опільських лісах, пн. ч. Правобережного Лісостепу, а також у Закарпатській обл., рідко. | …                  | …                            |            |
| 200 | Осока ясна Carex diluta M.Bieb. | На сирих солончакових луках — у Поліссі, зрідка; у Правобережного Лісостепу, у Лівобережному Лісостепу і Степу, спорадично, місцями звичайно | [ 55 ]             | …                            |            |
| 201 | Осока віддаленоколоскова Carex distans L. | На сирих, іноді слабкозасолених луках — у Правобережному Поліссі, Правобережному Лісостепу і Правобережному Степу, Лівобережному Лісостепу та Лівобережного Степу. Східний кордон виду з'ясовано недостатньо | …                  | …                            |            |
| 202 | Осока Госта Carex hostiana DC. | На сирих луках, низинних болотах — у Лівобережному Поліссі й західному Лісостепу, рідко. У ЧКУ має статус «вразливий» | …                  | …                            |            |
| 203 | Осока лускоплода Carex lepidocarpa Tausch | На сирих торф'янистих луках, околицях низинних і перехідних боліт — Лівобережне Полісся і Лівобережний Лісостеп | …                  | …                            |            |
| 204 | Осока багнова Carex limosa L. | На сфагнових болотах — у Поліссі, спорадично; в Лісостепу і лісовому поясі Карпат, зрідка | …                  | …                            |            |
| 205 | Осока лежача Carex supina Willd. ex Wahlenb. | У степах, на кам'янистих схилах, рідше в соснових лісах — у пд. ч. Полісся, зрідка; у Лісостепу і Степу, звичайно | …                  | …                            |            |
| 206 | Осока дводомна Carex dioica L. | На низинних перехідних трав'яно-мохових болотах — у Поліссі, Лівобережного Лісостепу та лісовому поясі Карпат, зрідка. У ЧКУ має статус «вразливий» | [ 56 ]             | …                            |            |
| 207 | Осока притуплена Carex obtusata Lilj. | На сухих трав'янистих схилах, у сухих соснових і березових лісах — Розточсько-Опільському лісу, дуже рідко. Є вказівки про зростання виду на Поділлі. У ЧКУ має статус «рідкісний» | …                  | …                            |            |
| 208 | Осока бідноцвіта Carex pauciflora Lightf. | На сфагнових болотах — дуже рідко в західному Поліссі й рідко в Карпатах. У ЧКУ має статус «вразливий» | …                  | …                            |            |
| 209 | Осока задимлена Carex fuliginosa Schkuhr | На скелястих схилах і відслоненнях в альпійському поясі (1800–1900 м) — у Карпатах (хр. Чорногора, Великі Козли). У ЧКУ має статус «рідкісний» | [ 50 ]             | …                            |            |
| 210 | Осока Гартмана Carex hartmanii Cajander | На сирих луках, у заростях чагарників, сирих лісах — у Поліссі та Лісостепу, спорадично | …                  | …                            |            |
| 211 | Осока торфова Carex heleonastes Ehrh. ex L.f. | На осоково-мохових болотах — у західному Поліссі й Розточсько-Опільських лісах, дуже рідко. У ЧКУ має статус «зникаючий» | …                  | …                            |            |
| 212 | Осока Ляхеналя Carex lachenalii Schkuhr | На високих мохових і мохово-трав'яних болотах — вказується для Карпат. У ЧКУ має статус «зникаючий» | …                  | …                            |            |
| 213 | Осока заяча Carex leporina L. | На рівнинних і високогірних луках, у світлих лісах, уздовж доріг — на всій території, звичайно | …                  | …                            |            |
| 214 | Осока чорна Carex nigra (L.) Reichard | На сирих луках, окрайцях різних боліт, у заболочених лісах, придорожніх канавах, на берегах водойм — у Поліссі, звичайно; у Лісостепу, рідше; у Степу, рідко | [ 57 ]             | …                            |            |
| 215 | Осока рання Carex praecox Schreb. | На сухих луках, у степах, світлих соснових лісах, на узбіччі доріг — на всій території, звичайно | …                  | …                            |            |
| 216 | Осока скельна Carex rupestris All. | На скелях у верхніх гірських поясах (1600–1800 м) — у Карпатах, зрідка. У ЧКУ має статус «рідкісний» | [ 58 ]             | …                            |            |
| 217 | Меч-трава болотяна Cladium mariscus (L.) Pohl | На болотах, берегах річок і морів — у Волинській та західного Лісостепу, Малому Поліссі, Степу (дельта Дунаю: м. Вилкове Одеської обл.; Тендрівська коса, о. Джарилгач в Херсонській обл.), Криму (ок. м. Севастополя, мис Фіолент). У ЧКУ має статус «вразливий» | [ 56 ]             | …                            |            |
| 218 | Смикавець голий Cyperus glaber L. | На вологих мулисто-піщаних місцях, іноді трохи солончакуватих — на півдні Степу, в Криму, зрідка | [ 59 ]             | …                            |            |
| 219 | Смикавець гачкуватий Cyperus hamulosus M.Bieb. | На вологому піску, переважно на берегах річок — від Полісся до приморських районів спорадично, місцями часто | [ 36 ]             | …                            |            |
| 220 | Смикавець Мікелі Cyperus michelianus (L.) Delile | На вологих піщаних і мулистих берегах — у Закарпатті (Чоп), по Дніпру (від гирла Сожу до Херсона), рідше по Десні, Інгульця, Ворсклі, у пониззі Дністра | …                  | …                            |            |
| 221 | Смикавець жовтуватий Cyperus flavescens L. (syn. Pycreus flavescens (L.) P.Beauv. ex Rchb.)                                                                                   | На вологих берегах, болотистих луках — у Закарпатті, Поліссі та Лісостепу, зазвичай; у Степу (на піщаних терасах річок) | [ 60 ]             | …                            |            |
| 222 | Смикавець бурий Cyperus fuscus L. | На піщаних і мулистих місцях, на берегах водойм — на всій території, б. м. звичайно | …                  | …                            |            |
| 223 | Смикавець купчастий Cyperus glomeratus L. | На піщаних і мулистих берегах річок — у Степу по долинах Дністра, Дніпра і Сів. Дінця, спорадично | …                  | …                            |            |
| 224 | Смикавець довгий Cyperus longus L. | Біля канав — на ПБК | …                  | …                            |            |
| 225 | Смикавець паннонський Cyperus pannonicus Jacq. (Acorellus pannonicus (Jacq.) Palla)                                                                                           | У солончакуватих місцях, переважно на берегах водойм — у Лівобережному Поліссі (Остер), рідко; у Лісостепу і Степу (на півдні) та Криму (частіше в приморській частині), спорадично | …                  | …                            |            |
| 226 | Смикавець пізній Cyperus serotinus Rottb. | На болотистих луках — у Степу (у плавнях нижнього Дністра), спорадично | …                  | …                            |            |
| 227 | Ситняг пипкуватий Eleocharis mamillata (H.Lindb.) H.Lindb. | У ЧКУ має статус «вразливий» | [ 61 ]             | …                            |            |
| 228 | Ситняг ковпачковий Eleocharis mitracarpa Steud. | На болотах, заливних луках — на півдні Степу (Херсонська обл.) І в передгір'ях Криму | [ 62 ]             | …                            |            |
| 229 | Ситняг яйцеподібний Eleocharis ovata (Roth) Roem. & Schult. | На вологих місцях, берегах водойм — у Поліссі, досить часто; у Лісостепу, рідко | [ 36 ]             | …                            |            |
| 230 | Ситняг голчастий Eleocharis acicularis (L.) Roem. & Schult. | На берегах водойм — на всій території (окрім Криму), звичайно | [ 63 ]             | …                            |            |
| 231 | Ситняг країнський Eleocharis carniolica W.D.J.Koch | На болотах і сирих лугах — у Закарпатті, Розточчі-Опіллі, Правобережному Поліссі, рідко. У ЧКУ має статус «вразливий» | …                  | …                            |            |
| 232 | Ситняг багатостеблий Eleocharis multicaulis (Sm.) Desv. | На болотистих луках — у Закарпатті (басейн р. Іршави). У ЧКУ має статус «зниклий у природі» | …                  | …                            |            |
| 233 | Ситняг гостролусковий Eleocharis oxylepis (Meinsh.) B.Fedtsch. | На солончаках і солонцях — на Сиваші (о. Куюктук). У ЧКУ має статус «зникаючий» | …                  | …                            |            |
| 234 | Ситняг болотяний Eleocharis palustris (L.) Roem. & Schult. | На берегах водойм, болотах, у канавах, місцями у великих кількостях, утворюючи чисті зарості — на всій території, звичайно | …                  | …                            |            |
| 235 | Ситняг маленький Eleocharis parvula (Roem. & Schult.) Link ex Bluff, Nees & Schauer                                                                                           | На узбережжях Чорного та Азовського морів, край солончаків (ок. Одеси, Маріуполя), дуже рідко | …                  | …                            |            |
| 236 | Ситняг бідноцвітий Eleocharis quinqueflora (Hartmann) O.Schwarz | На болотах, вологих луках, берегах водойм — у Закарпатті, Поліссі, Лісостепу, на півночі Степу, рідко | …                  | …                            |            |
| 237 | Ситняг однолусковий Eleocharis uniglumis (Link) Schult. | На берегах водойм — майже на всій території | …                  | …                            |            |
| 238 | Пухівка вузьколиста Eriophorum angustifolium Honck. | На трав'яно-моховитих болотах — у Карпатах і Поліссі, звичайно; в Лісостепу, спорадично | [ 60 ]             | …                            |            |
| 239 | Пухівка Шойхцера Eriophorum scheuchzeri Hoppe | На високогірних моховитих болотах — у Карпатах (гора Герешаска), дуже рідко | …                  | …                            |            |
| 240 | Пухівка піхвяста Eriophorum vaginatum L. | На сфагнових оліготрофних і мезотрофних болотах — у Карпатах і Поліссі, звичайно; у пн. ч. Лісостепу, зрідка | …                  | …                            |            |
| 241 | Пухівка струнка Eriophorum angustifolium Honck. | На осоково-моховитих болотах і заболочених лугах — у Прикарпатті, Поліссі, нерідко; в Лісостепу, спорадично | [ 37 ]             | …                            |            |
| 242 | Пухівка широколиста Eriophorum latifolium Hoppe | На осоково-моховитих болотах — у Карпатах і Поліссі, зазвичай; у Лісостепу, спорадично | …                  | …                            |            |
| 243 | Пісковий комишик південний Fimbristylis bisumbellata (Forssk.) Bubani | На вологих пісках — поблизу Олешків Херсонської області. У ЧКУ має статус «зникаючий» | …                  | …                            |            |
| 244 | Isolepis setacea (L.) R.Br. | Зростає біля води і на вологому піщаному ґрунті — на заході Полісся, у Лісостепу, у Криму, дуже рідко | …                  | …                            |            |
| 245 | Комиш укорінливий Scirpus radicans Schkuhr | На заболочених лугах, краях лісових боліт — у Поліссі звичайно; у басейні Сів. Дінця спорадично | …                  | …                            |            |
| 246 | Комиш лісовий Scirpus sylvaticus L. | У заболочених лісах, на низинних болотах, на берегах водойм — майже на всій території (крім півдня Степу); у гірському Криму, рідко | …                  | …                            |            |
| 247 | Куга озерна Schoenoplectus lacustris (L.) Palla | На берегах водойм, у воді — на всій території звичайно | …                  | …                            |            |
| 248 | Куга узбережна Schoenoplectus litoralis (Schrad.) Palla | У застійних, іноді солонцюватих водах, лиманах — у Степу (ок. Одеси, Сухий лиман); у Криму (оз. Сакське) | …                  | …                            |            |
| 249 | Куга колюча Schoenoplectus pungens (Vahl) Palla | На заболочених лугах, берегах річок — у Закарпатті | …                  | …                            |            |
| 250 | Куга тригранна Schoenoplectus triqueter (Vahl) Palla | На берегах на мулистому ґрунті — у Закарпатті, Лісостепу (в долині Дністра), Степу (пониззя Дністра і Дніпра), зрідка | [ 36 ]             | …                            |            |
| 251 | Schoenoplectiella mucronata (L.) J.Jung & H.K.Choi (куга гострокінцева як Scirpus mucronatus L.)                                                                              | На заболочених місцях, берегах водойм — у Степу (Козаче-Лагерна піщана арена Голопристанського р-ну Херсонської обл.). У ЧКУ має статус «вразливий» | …                  | …                            |            |
| 252 | Schoenoplectiella supina (L.) Lye | На мулистих берегах річок, у подах — у Поліссі та Лісостепу (переважно по Дніпру), зрідка; у Степу (головним чином по Дніпру і в подах), б. м. звичайно | …                  | …                            |            |
| 253 | Дзьобонасінник білий Rhynchospora alba (L.) Vahl | На сфагнових болотах — у Прикарпатті, дуже рідко; у правобережному й зх. Поліссі (досить часто в пн. частині, зрідка в пд. частині); у лівобережному Лісостепу (с. Данилівка біля Харкова), дуже рідко | [ 56 ]             | …                            |            |
| 254 | Сашник іржавий Schoenus ferrugineus L. | На торф'яних болотах — у Закарпатті, Розточчі-Опіллі зрідка; Малому Поліссі часто; у Волинській Лісостепу зрідка. У ЧКУ має статус «вразливий» | …                  | …                            |            |
| 255 | Сашник чорнуватий Schoenus nigricans L. | На приморських узбережжях, в улоговинах — у Степу й пд. Криму | …                  | …                            |            |
| 256 | Комишник голівчастий Scirpoides holoschoenus (L.) Soják | У вологих піщаних місцях — майже на всій території (крім зх. ч.); у Поліссі досить рідко | …                  | …                            |            |
| 257 | Dioscorea communis (L.) Caddick & Wilkin | У лісах — у Криму (передгір'я і ПБК) | [ 25 ]             | Діоскореєві Dioscoreaceae    |            |
| 258 | Жабурник звичайний Hydrocharis morsus-ranae L. | У повільних водоймах, озерах, канавах, ставках — на всій території | [ 4 ]              | Жабурникові Hydrocharitaceae |            |
| 259 | Водяний різак звичайний Stratiotes aloides L. | У заплавах, озерах, ставках — на всій території, розсіяно | …                  | …                            |            |
| 260 | Валіснерія спіральна Vallisneria spiralis L. | У річках, на глибоких місцях, у плавнях і озерах — у пд. Лісостепу і в Степу (по Дніпру, Пд. Бугу, Дністру) | …                  | …                            |            |
| 261 | Різуха морська Najas marina L. | У прісних водоймах більшості території | [ 64 ]             | …                            |            |
| 262 | Різуха мала Najas minor All. | У стоячих і повільних водах — на всій території, переважно у водоймах Лісостепу і Степу | …                  | …                            |            |
| 263 | Шафран вузьколистий Crocus angustifolius Weston | У степах, чагарниках, на відкритих схилах — у гірському й південному Криму, досить часто. У ЧКУ має статус «неоцінений» | [ 25 ]             | Півникові Iridaceae          |            |
| 264 | Шафран кримський Crocus tauricus (Trautv.) Puring | На кам'янистих схилах, галявинах, відкритих місцях — у гірському Криму й на Керченському півострові, зрідка в півд. ч. Степу. У ЧКУ має статус «вразливий» | …                  | …                            |            |
| 265 | Шафран жовтий Crocus flavus Weston | На кам'янистих схилах — у Криму (бл. Сімферополя); часто культивується в квітниках в півд. ч. України | …                  | …                            |            |
| 266 | Шафран банатський Crocus banaticus J.Gay | У лісах, серед чагарників — у Закарпатті. У ЧКУ має статус «вразливий» | [ 65 ]             | …                            |            |
| 267 | Шафран карпатський Crocus heuffelianus Herb. | У лісах, на гірських луках, степових схилах — у Карпатах, звичайно; в зх. Лісостепу, зрідка. У ЧКУ має статус «неоцінений» | …                  | …                            |            |
| 268 | Шафран Палляса Crocus pallasii Goldb. | На кам'янистих схилах, узліссях — у Степовому Криму, пд. Криму. У ЧКУ має статус «вразливий» | …                  | …                            |            |
| 269 | Шафран сітчастий Crocus reticulatus Steven ex Adam | У степах, відкритим трав'янистим місцях — у пд. ч. Лісостепу, в Степу, Криму (бл. Сімферополя). У ЧКУ має статус «неоцінений» | …                  | …                            |            |
| 270 | Шафран гарний Crocus speciosus M.Bieb. | На лугових схилах, лісових галявинах — у гірському й пд. Криму. У ЧКУ має статус «вразливий» | …                  | …                            |            |
| 271 | Шафран весняний Crocus vernus (L.) Hill | На гірських луках, схилах, у чагарниках, лісах — у Закарпатті; введено в культуру; здавна розводиться в садах і парках у зх. ч. України | …                  | …                            |            |
| 272 | Gladiolus communis L. | У Криму | [ 66 ]             | …                            |            |
| 273 | Косарики лучні Gladiolus imbricatus L. | На кам'янистих схилах, узліссях — у Степовому Криму, пд. Криму. У ЧКУ має статус «вразливий» | [ 67 ]             | …                            |            |
| 274 | Косарики італійські Gladiolus italicus Mill. | На кам'янистих схилах, луках, полях — у гірському й пд. Криму. У ЧКУ має статус «зникаючий» | …                  | …                            |            |
| 275 | Косарики болотяні Gladiolus palustris Gaudin | На болотистих луках — у Закарпатті, Лівобережному Поліссі, зрідка. У ЧКУ має статус «зникаючий» | …                  | …                            |            |
| 276 | Косарики тонкі Gladiolus tenuis M.Bieb. | На луках, галявинах, вологих місцях, серед гранітних оголень — у Лісостепу, Степу (Лівобережжя), гірському Криму. У ЧКУ має статус «вразливий» | …                  | …                            |            |
| 277 | Півники безлисті Iris aphylla L. | ? | [ 68 ]             | …                            |            |
| 278 | Iris sintenisii Janka | ? | ЧКУ                | …                            |            |
| 279 | Півники злаколисті Iris graminea L. | У лісах, на луках, трав'янистих схилах — у Карпатах, Лісостепу (на Правобережжі) | [ 65 ]             | …                            |            |
| 280 | Півники солелюбні Iris halophila Pall. | На степових схилах, солонцюватих луках — у Степу; зрідка в півд. ч. Лісостепу | …                  | …                            |            |
| 281 | Півники причорноморські Iris pontica Zapal. | У степах, на трав'янистих схилах — у пд.-зх. ч. України, рідко. У ЧКУ має статус «вразливий» | …                  | …                            |            |
| 282 | Півники борові Iris arenaria Waldst. & Kit. | У борах, на піщаних місцях — у Лісостепу і пн. ч. Степу (переважно на Лівобережжі), зрідка. У ЧКУ має статус «вразливий» | …                  | …                            |            |
| 283 | Півники болотяні Iris pseudacorus L. | На болотах, по берегах річок — майже на всій території (крім полину Степу і гірського Криму) | …                  | …                            |            |
| 284 | Півники маленькі Iris pumila L. | У степах, на кам'янистих схилах — на півдні Лісостепу, зрідка; у Степу та Криму, звичайно | …                  | …                            |            |
| 285 | Півники сибірські Iris sibirica L. | На сирих трав'янистих місцях у заплавних лісах і на луках, на берегах річок, серед чагарників на околицях боліт — у Карпатах, Поліссі, Лісостепу (крім донецького й західного Лісостепу); у пн. ч. Степи, зрідка. У ЧКУ має статус «вразливий» | …                  | …                            |            |
| 286 | Півники строкаті Iris variegata L. | На галявинах, у лісах, на узліссях, серед чагарників — у Карпатах (ймовірно, здичавіле), пд.-зх. ч. України (Одеська обл., Тарутинський р-н). Іноді культивується | …                  | …                            |            |
| 287 | Ситник гостроцвітий Juncus acutiflorus Ehrh. ex Hoffm. | На болотах і луках — у Прикарпатті | [ 69 ]             | Ситникові Juncaceae          |            |
| 288 | Juncus alpinoarticulatus Chaix | На болотах і вологих пісках — майже на всій території | …                  | …                            |            |
| 289 | Ситник членистий Juncus articulatus L. | Майже по всій території України по вологих місцях, луках, трав'янистих болотах, іноді коло доріг | …                  | …                            |            |
| 290 | Ситник каштановий Juncus castaneus Sm. | На вологих гірських луках — у Карпатах | …                  | …                            |            |
| 291 | Ситник тупоцвітий Juncus subnodulosus Schrank | По болотах і луках — у Закарпатті, Розточчі-Опіллі, рідко. У ЧКУ має статус «зникаючий» | …                  | …                            |            |
| 292 | Ситник Томаса Juncus thomasii Ten. | У гірських лісах — у Карпатах | …                  | …                            |            |
| 293 | Juncus persicus Boiss. | У Криму | [ 70 ]             | …                            |            |
| 294 | Ситник чорний Juncus atratus Krock. | На луках, болотах — майже на всій території України, крім Криму, у південних регіонах — рідко | [ 71 ]             | …                            |            |
| 295 | Ситник Жерара Juncus gerardii Loisel. | На засолених місцях, луках, степових зниженнях і подах — на всій території України, крім Карпат | …                  | …                            |            |
| 296 | Ситник узбережний Juncus littoralis C.A.Meyer | На літоралях — по берегах Чорного моря | …                  | …                            |            |
| 297 | Ситник приморський Juncus maritimus Lam. | На літоралях — по берегах Чорного та Азовського морів | …                  | …                            |            |
| 298 | Ситник жаб'ячий Juncus ranarius (Songeon) & E.P.Perrier | По берегах водойм, на луках, у калюжах, у лісах на вологих місцях, уздовж доріг, частіше — на дещо засолених ґрунтах — по всій території України | …                  | …                            |            |
| 299 | Ситник купчастоцвітий Juncus soranthus Schrenk | На солончаках, косах, у степових подах — Присивашшя, північ Криму та в Донецькій обл. | …                  | …                            |            |
| 300 | Ситник трилусковий Juncus triglumis L. | У субальпійському та альпійському поясах, на вологих місцях — Карпати | …                  | …                            |            |
| 301 | Ситник ропуховий Juncus bufonius L. | На вологих піщаних місцях, берегах водойм, луках, біля доріг — на всій території | [ 72 ]             | …                            |            |
| 302 | Ситник стиснутий Juncus compressus Jacq. | На луках, болотах, берегах водойм — на всій території | …                  | …                            |            |
| 303 | Ситник купчастий Juncus conglomeratus L. | На вологих місцях, у канавах, болотах — майже на всій території, на південь просувається по Дніпру і Сів. Донцю, також у горах Криму | …                  | …                            |            |
| 304 | Ситник розлогий Juncus effusus L. | На болотах, пониженнях, берегах водойм — майже на всій території, на півдні переважно у Долинах Дніпра і Сів. Дінця | …                  | …                            |            |
| 305 | Ситник сизий Juncus inflexus L. | На вологих місцях, луках, берегах річок — на б. ч. території (крім пд. ч. Степу і Криму) | …                  | …                            |            |
| 306 | Ситник круглоплодий Juncus sphaerocarpus Nees | На степових подах — на півдні Степу, зрідка. У ЧКУ має статус «зникаючий» | …                  | …                            |            |
| 307 | Ситник розчепірений Juncus squarrosus L. | На вологих піщаних місцях — на зх. Поліссі | …                  | …                            |            |
| 308 | Ситник прирічковий Juncus tenageia Ehrh. ex L.f. | У вологим і піщаних місцях, на берегах річок — у заплавах річок Дніпра, Прип'яті, Росі, Пд. Бугу, зрідка | …                  | …                            |            |
| 309 | Ситник бульбистий Juncus bulbosus L. | По вологих місцях, болотах, луках, берегах водойм — у Закарпатті, Поліссі, рідко. У ЧКУ має статус «вразливий» | [ 73 ]             | …                            |            |
| 310 | Ситник голівчастий Juncus capitatus Weigel | У вологим піщаних місцях, головним чином у долинах річок — на всій території, спорадично, частіше в басейнах Дніпра й Сів. Дінця | …                  | …                            |            |
| 311 | Ситник ниткуватий Juncus filiformis L. | У вологих місцях, луках, болотах — у Закарпатті, Карпатах і Поліссі, рідко | …                  | …                            |            |
| 312 | Ситник Фоміна Juncus fominii Zoz | На солончаках — на Сиваші й березі Азовського моря | …                  | …                            |            |
| 313 | Ситник тонкий Juncus tenuis Willd. | На лугах і болотах — у Закарпатті, Опіллі, Правобережному Поліссі та Правобережного Лісостепу, дуже рідко | …                  | …                            |            |
| 314 | Oreojuncus trifidus (L.) Záv.Drábk. & Kirschner | У високогір'ях на скелях — у Карпатах | …                  | …                            |            |
| 315 | Ожика альпійська Luzula alpinopilosa (Chaix) Breistr. | Серед чагарників, у ущелинах скель у високогір'ях — у Карпатах | [ 69 ]             | …                            |            |
| 316 | Ожика Форстера Luzula forsteri (Sm.) DC. | У гірських лісах — у Криму, зазвичай | …                  | …                            |            |
| 317 | Ожика гайова Luzula luzuloides (Lam.) Dandy & Wilmott | У лісах — у Карпатах | …                  | …                            |            |
| 318 | Ожика бліда Luzula pallescens Sw. | На луках, інших трав'янистих місцях, у лісах, серед чагарників — майже на всій території | …                  | …                            |            |
| 319 | Ожика волосиста Luzula pilosa (L.) Willd. | У лісах — у лісових районах, б. м. звичайно; у Лісостепу (в пн. ч.) | …                  | …                            |            |
| 320 | Ожика судетська Luzula sudetica (Willd.) Schult. | На полонинах у Карпатах | …                  | …                            |            |
| 321 | Ожика лісова Luzula sylvatica (Huds.) Gaudin | У лісах — у Карпатах звичайно; на Західному Поділлі рідкісний | …                  | …                            |            |
| 322 | Luzula divulgata Kirschner | ? | [ 74 ]             | …                            |            |
| 323 | Ожика рівнинна Luzula campestris (L.) DC. | На піщаних горбистих місцях, луках, у лісах, серед чагарників — у лісових районах і Лісостепу | [ 59 ]             | …                            |            |
| 324 | Ожика багатоквіткова Luzula multiflora (Retz.) Lej. | На луках, у лісах, серед чагарників — у лісових районах і Лісостепу | …                  | …                            |            |
| 325 | Luzula taurica (V.I.Krecz.) Novikov | У Криму | [ 75 ]             | …                            |            |
| 326 | Тризубець приморський Triglochin maritima L. | На морських берегах, солонцюватих луках, рідше на болотах — у Закарпатті рідко; у Лісостепу, Степу та Криму звичайно | [ 76 ]             | Тризубцеві Juncaginaceae     |            |
| 327 | Тризубець болотяний Triglochin palustris L. | На сирих луках, у болотистих місцях — на всій території, на півдні тільки в долинах великих річок | [ 4 ]              | …                            |            |
| 328 | Собачий зуб справжній Erythronium dens-canis L. | У лісах, на луках — у Закарпатті, Розточчі-Опіллі, зрідка. У ЧКУ має статус «рідкісний» | [ 77 ]             | Лілієві Liliaceae            |            |
| 329 | Рябчик шаховий Fritillaria meleagris L. | На вологих луках, у лісах, чагарниках — у Закарпатті, Прикарпатті, Лісостепу. У ЧКУ має статус «вразливий» | …                  | …                            |            |
| 330 | Рябчик малий Fritillaria meleagroides Patrin ex Schult. & Schult.f. | На луках, іноді по солонцюваті подам — у Закарпатті, Лісостепу і Степу. У ЧКУ має статус «вразливий» | …                  | …                            |            |
| 331 | Рябчик руський Fritillaria ruthenica Wikstr. | У лісах, на луках, у чагарниках, на кам'янистих схилах — у Лісостепу та Степу. У ЧКУ має статус «вразливий» | …                  | …                            |            |
| 332 | Рябчик гірський Fritillaria montana Hoppe ex W.D.J.Koch | У Середньому й Південному Подністров'ї. У ЧКУ має статус «зникаючий» | ЧКУ                | …                            |            |
| 333 | Зірочки айпетринські Gagea aipetriensis Levichev | Зростає на відкритих щебенистих схилах яйли неподалік від Ай-Петрі | [ 78 ]             | …                            |            |
| 334 | Зірочки Артемчука Gagea artemczukii Krasnova | На сухих відкритих глинистих схилах — у Приазов'ї, вздовж правого берега р. Молочної, зрідка | [ 79 ]             | …                            |            |
| 335 | Зірочки сумнівні Gagea dubia A.Terracc. | На сухих трав'янистих схилах, приморських пісках — у пд. ч. Степу і Криму | …                  | …                            |            |
| 336 | Зірочки Жермени Gagea germainae Grossh. | На узліссях, трав'янистих схилах — у гірському Криму, досить звичайно | …                  | …                            |            |
| 337 | Зірочки Ґранателлі Gagea granatellii (Parl.) Parl. | На сухих схилах — у передгір'ях Криму, зрідка | …                  | …                            |            |
| 338 | Зірочки жовті Gagea lutea (L.) Ker Gawl. | У тінистих листяних лісах, чагарниках, на трав'янистих схилах — на б. ч. території | …                  | …                            |            |
| 339 | Зірочки приазовські Gagea maeotica Artemczuk | На степових схилах — у півд. і півд.-сх. ч. Степу | …                  | …                            |            |
| 340 | Зірочки маленькі Gagea minima (L.) Ker Gawl. | У лісах, чагарниках, на узліссях, скелях — на б. ч. території, крім Степу | …                  | …                            |            |
| 341 | Зірочки новоасканійські Gagea novoascanica Klokov | У степових зниженнях — на півдні Степу (Асканія-Нова) | …                  | …                            |            |
| 342 | Зірочки подільські Gagea podolica Schult. & Schult.f. (syn. "Gagea scythica" Artemczuk)                                                                                       | На трав'янистих схилах, гранітних відслоненнях — на півдні Лісостепу і в Степу, зрідка | …                  | …                            |            |
| 343 | Зірочки низенькі Gagea pusilla (F.W.Schmidt) Sweet | На трав'янистих степових схилах — у Поліссі, Лісостепу й на півночі Степу звичайно; на півдні Степу і в пн. Криму рідко | …                  | …                            |            |
| 344 | Зірочки покривні Gagea spathacea (Hayne) Salisb. | У вологих тінистих лісах, на узліссях — в передгір'ях Карпат, зрідка. У ЧКУ має статус «рідкісний» | …                  | …                            |            |
| 345 | Зірочки кримські Gagea taurica Steven | На сухих кам'янистих і трав'янистих схилах, в гори піднімається до яйл — у Криму, зрідка | …                  | …                            |            |
| 346 | Зірочки сухостепові Gagea tesquicola Krasnova | У Приазов'ї | …                  | …                            |            |
| 347 | Зірочки скісні Gagea transversalis Steven | У Поліссі, Лісостепу, Степу, майже по всьому Криму | …                  | …                            |            |
| 348 | Gagea serotina (L.) Ker Gawl. | На трав'янистих і кам'янистих схилах, скелях в зоні криволісся — у Карпатах | …                  | …                            |            |
| 349 | Зірочки українські Gagea ucrainica Klokov | На трав'янистих місцях, схилах — у Лісостепу та Степу, розсіяно | …                  | …                            |            |
| 350 | Зірочки волохаті Gagea villosa (M.Bieb.) Sweet | На полях, сухих трав'янистих схилах — у Степу і півд. ч. Лісостепу, зрідка; поодинокі місця зростання відомі в Закарпатті | …                  | …                            |            |
| 351 | Зірочки тупопелюсткові Gagea amblyopetala Boiss. & Heldr. | У лісах і на лісових галявинах — у гірському і південному Криму, зрідка | [ 23 ]             | …                            |            |
| 352 | Gagea bohemica (Zauschn.) Schult. & Schult.f. | На кам'янистих схилах, гранітах, передгір'ях Криму і на яйлах — на півдні Лісостепу і в Степу і в Криму, зрідка | …                  | …                            |            |
| 353 | Зірочки цибулинконосні Gagea bulbifera (Pall.) Salisb. | У Степах, на трав'янистих і кам'янистих схилах, виходах гірських порід — У Степу, Лісостепу (частіше в Донецькому Лісостепу) і Криму | …                  | …                            |            |
| 354 | Зірочки лучні Gagea pratensis (Pers.) Dumort. | На трав'янистих місцях, сухих луках, у чагарниках — на Заході (Прикарпаття), зрідка | …                  | …                            |            |
| 355 | Gagea fragifera (Vill.) E.Bayer & G.López | ? | [ 80 ]             | …                            |            |
| 356 | Зірочки сітчасті Gagea reticulata (Pall.) Schult. & Schult.f. | ? | [ 81 ]             | …                            |            |
| 357 | Лілія лісова Lilium martagon L. | У лісах і чагарниках — у Карпатах і Розточчі-Опіллі часто; на Поліссі та в Лісостепу рідше. У ЧКУ має статус «неоцінений» | [ 77 ]             | …                            |            |
| 358 | Лілія однобратня Lilium monadelphum M.Bieb. | На лісових галявинах — у Криму, зрідка | …                  | …                            |            |
| 359 | Lilium szovitsianum Fisch. & Avé-Lall. | Крим | [ 82 ]             | …                            |            |
| 360 | Когутики гірські Streptopus amplexifolius (L.) DC. | У тінистих вологих лісах — у Карпатах (підіймається до зони криволісся), досить звичайно | [ 26 ]             | …                            |            |
| 361 | Тюльпан двоцвітий Tulipa biflora Pall. | На степових і щебенистих схилах — у Криму (ПБК, Карадаг, Планерское), зрідка. У ЧКУ має статус «вразливий» | [ 77 ]             | …                            |            |
| 362 | Tulipa suaveolens Roth syn. Tulipa schrenkii Regel | На степових схилах, кам'янистих відслоненнях, вапняках, крейді — у Донецькому Лісостепу, Степу та Криму. У ЧКУ має статус «вразливий» | …                  | …                            |            |
| 363 | Тюльпан лісовий Tulipa sylvestris L. | У дубових лісах, чагарниках, на трав'янистих схилах, гранітних, вапнякових і крейдяних відслоненнях, на пісковиках — на півдні Лісостепу, у Донецькому Лісостепу, у Степу | …                  | …                            |            |
| 364 | Вороняче око звичайне Paris quadrifolia L. | У тінистих вологих лісах, у горах підіймається до верхньої межі лісу — у Закарпатті, Карпатах, Поліссі та Лісостепу, досить звичайно | [ 17 ]             | Мелантієві Melanthiaceae     |            |
| 365 | Чемериця біла Veratrum album L. | На альпійських луках — у Карпатах | [ 34 ]             | …                            |            |
| 366 | Чемериця зеленоцвіта Veratrum lobelianum Bernh. | На узліссях, у чагарниках, на трав'янистих схилах, у горах до субальпійського пояса — у Карпатах, на Поліссі, у Лісостепу, розсіяно; у пн. ч. Степу (Лівобережжя), зрідка | …                  | …                            |            |
| 367 | Чемериця чорна Veratrum nigrum L. | У лісах, чагарниках — у Розточчі-Опіллі та Лісостепу розсіяно; на Поліссі та в пн. ч. Степу зрідка | …                  | …                            |            |
| 368 | Плодоріжка блощична Anacamptis coriophora (L.) R.M.Bateman, Pridgeon & M.W.Chase syn. Orchis coriophora L.                                                                    | На заболочених лугах, по вологих чагарниках — у Карпатах, Розточчі-Опіллі, Поліссі, Лісостепу, Степу, рідко. У ЧКУ має статус «вразливий» | [ 83 ]             | Зозулинцеві Orchidaceae      |            |
| 369 | Плодоріжка салепова Anacamptis morio (L.) R.M.Bateman, Pridgeon & M.W.Chase syn. Orchis morio L.                                                                              | На сухих луках, гірських лугових схилах, лісових галявинах, узліссях — у Закарпатті, Карпатах, Розточчі-Опіллі, Поліссі (пд. ч.), Лісостепу, Степу, гірському Криму, на ПБК і Керченському півострові, рідко. У ЧКУ має статус «вразливий» | …                  | …                            |            |
| 370 | Плодоріжка рідкоквіткова Anacamptis laxiflora (Lam.) R.M.Bateman, Pridgeon & M.W.Chase                                                                                        | На сирих галявинах — у Закарпатті, Карпатах і Криму, досить рідко. У ЧКУ має статус «вразливий» | [ 84 ]             | …                            |            |
| 371 | Плодоріжка болотна Anacamptis palustris (Jacq.) R.M.Bateman, Pridgeon & M.W.Chase syn. Orchis palustris Jacq.                                                                 | На сирих і солонцюватих місцях, на болотах — у Закарпатті та Криму, звичайно; у Лісостепу і Степу, рідко. У ЧКУ має статус «вразливий» | …                  | …                            |            |
| 372 | Плодоріжка пірамідальна Anacamptis pyramidalis (L.) Rich. syn. Orchis pyramidalis L.                                                                                          | У лісах, узліссях, післялісових луках — у Карпатах і гірському Криму. У ЧКУ має статус «вразливий» | ЧКУ                | …                            |            |
| 373 | Булатка великоцвіта Cephalanthera damasonium (Mill.) Druce | У листяних лісах — у Закарпатті, Карпатах, Розточчі-Опіллі, Лісостепу; у гірському і південному Криму, звичайно. У ЧКУ має статус «рідкісний» | [ 85 ]             | …                            |            |
| 374 | Булатка довголиста Cephalanthera longifolia (L.) Fritsch | У тінистих лісах — у Карпатах, Розточчі-Опіллі, Поліссі, Лісостепу (в зх. ч.), гірському і південному Криму, досить рідко. У ЧКУ має статус «рідкісний» | …                  | …                            |            |
| 375 | Булатка червона Cephalanthera rubra (L.) Rich. | У вологих лісах, серед чагарників — у Карпатах, Поліссі, Лісостепу, гірському і південному Криму. У ЧКУ має статус «рідкісний» | …                  | …                            |            |
| 376 | Коральківець тридільний Corallorhiza trifida Châtel. | У сирих лісах, на заболочених галявинах, серед чагарників, по окрайцях боліт — у Карпатах, Розточчі-Опіллі, Поліссі, Лісостепу (на Правобережжі) і гірському Криму рідко. У ЧКУ має статус «рідкісний» | [ 86 ]             | …                            |            |
| 377 | Зозулині черевички справжні Cypripedium calceolus L. | У світлих вологих лісах, на узліссях лісових луках, серед чагарників — у Закарпатті, Прикарпатті, Розточчі-Опіллі, західному Поліссі, Лісостепу, гірському і південному Криму, дуже рідко. У ЧКУ має статус «вразливий» | [ 87 ]             | …                            |            |
| 378 | Dactylorhiza alpestris (Pugsley) Aver. | ? | [ 88 ]             | …                            |            |
| 379 | Зозульки серценосні Dactylorhiza cordigera (Fr.) Soó | На гірських луках і болотах — у Карпатах, рідко. У ЧКУ має статус «вразливий» | [ 89 ]             | …                            |            |
| 380 | Зозульки Фукса Dactylorhiza fuchsii (Druce) Soó | На вологих луках, у листяних лісах, на галявинах, серед чагарників — у Карпатах, Розточчі-Опіллі, Поліссі, пн. ч. Лісостепу, Степу, б. м. зазвичай. У ЧКУ має статус «неоцінений» | …                  | …                            |            |
| 381 | Зозульки м'ясо-червоні Dactylorhiza incarnata (L.) Soó | На мохових болотах, сирих луках, лісових галявинах — у лісових районах і Лісостепу, спорадично; в гірському Криму, рідко. У ЧКУ має статус «вразливий» | …                  | …                            |            |
| 382 | Зозульки плямисті Dactylorhiza maculata (L.) Soó | На болотах, у заболочених моховитих лісах і чагарниках, на вологих галявинах — у Закарпатті, Карпатах і Розточчі-Опіллі, зрідка. У ЧКУ має статус «вразливий» | …                  | …                            |            |
| 383 | Зозульки травневі Dactylorhiza majalis (Rchb.) P.F.Hunt & Summerh. | На сирих луках — у Закарпатті, Прикарпатті, Поліссі, Лісостепу, Криму, рідко. У ЧКУ має статус «рідкісний» | …                  | …                            |            |
| 384 | Зозульки Траунштайнера Dactylorhiza traunsteineri (Saut. ex Rchb.) Soó | На болотах — у Розточчя-Опіллі, Полісся, рідко. У ЧКУ має статус «рідкісний» | …                  | …                            |            |
| 385 | Зозульки грузинські Dactylorhiza iberica (M.Bieb. ex Willd.) Soó | На вологих луках — у гірському Криму, рідко. У ЧКУ має статус «рідкісний» | [ 84 ]             | …                            |            |
| 386 | Зозульки бузинові Dactylorhiza sambucina (L.) Soó | У лісах, на узліссях, серед чагарників — у Закарпатті, Карпатах, Поліссі, пн. ч. Лісостепу, рідко. У ЧКУ має статус «вразливий» | …                  | …                            |            |
| 387 | Зозульки римські Dactylorhiza romana (Sebast.) Soó | У соснових і листяних лісах — у гірському Криму, досить звичайно. У ЧКУ має статус «вразливий» | [ 90 ]             | …                            |            |
| 388 | Коручка темно-червона Epipactis atrorubens (Hoffm.) Besser | У світлих листяних лісах, серед чагарників, на кам'янистих лісових схилах, переважно на вапняках — у Карпатах, Розточчі-Опілля, Полісся, Лісостепу, на Правобережжі, звичайно; на Лівобережжі, дуже рідко, дуже рідко в Степу. У ЧКУ має статус «вразливий» | [ 85 ]             | …                            |            |
| 389 | Dactylorhiza viridis (L.) R.M.Bateman, Pridgeon & M.W.Chase | В Україні трапляється в Карпатах (від низин до субальпійського поясу), на Опіллі, в Розточчі та Гірському Криму. У ЧКУ має статус «рідкісний» | ЧКУ                | …                            |            |
| 390 | Коручка ельбська Epipactis albensis Nováková & Rydlo | У низинних заплавних дубово-ясеневих лісах — на заході Закарпатської області. У ЧКУ має статус «рідкісний» | ЧКУ                | …                            |            |
| 391 | Коручка широколиста Epipactis helleborine (L.) Crantz | Хвойні, мішані та широколистяні ліси, зрідка узлісся — Карпати, лісова, лісостепова, степова (в лісах долин великих річок) зони, Гірський Крим. У ЧКУ має статус «неоцінений» | ЧКУ                | …                            |            |
| 392 | Коручка дрібнолиста Epipactis microphylla (Ehrh.) Sw. | Тінисті букові та дубові, інколи заходить у світлі соснові ліси, галявини, узлісся — Гірський Крим, раніше відмічали на Закарпатті та в Карпатах. У ЧКУ має статус «рідкісний» | ЧКУ                | …                            |            |
| 393 | Коручка болотяна Epipactis palustris (L.) Crantz | Заторфовані долини річок, улоговини, заболочені схили з мокрими і сирими торфовоболотними ґрунтами; в Карпатах часто на гірських висячих болотах — Полісся, Карпати, Розточчя, Опілля, Лісостеп, Степ (по долинах великих річок), Гірський Крим. У ЧКУ має статус «вразливий» | ЧКУ                | …                            |            |
| 394 | Коручка пурпурова Epipactis purpurata Sm. | У грабових та дубово-грабових лісах, букових лісах, часто на узліссях — у Карпатах, Прикарпатті, Розточчі, Поділлі. У ЧКУ має статус «рідкісний» | ЧКУ                | …                            |            |
| 395 | Коручка Таллоші Epipactis tallosii A.Molnár & Robatsch | На заході Закарпатської області. У ЧКУ має статус «зникаючий» | ЧКУ                | …                            |            |
| 396 | Коручка перська Epipactis persica (Soó) Hausskn. ex Nannf. | Крим | [ 91 ]             | …                            |            |
| 397 | Надбородник безлистий Epipogium aphyllum Sw. | Росте на багатих на гумус ґрунтах у вологих тінистих букових, дубових, грабово-дубових, ялинових лісах, біля джерел і на берегах потоків — у Карпатах, Буковинському Прикарпатті, Прут-Дністровському межиріччі (Хотинська височина), на пн. Поділлі, Середньому Придніпров’ї (окол. Києва) та Гірському Криму. У ЧКУ має статус «зникаючий»                                                                                                  | ЧКУ                | …                            |            |
| 398 | Однобічник повзучий Goodyera repens (L.) R.Br. | Свіжі, кислі ґрунти. Ялинові ліси й соснові ліси — у Карпатах, Розточчі, на Поліссі, Поділлі (пн.-зх.), в Гірському Криму. У ЧКУ має статус «вразливий» | ЧКУ                | …                            |            |
| 399 | Gymnadenia carpatica (Zapal.) Teppner & E.Klein | У субальпійському та верхньому лісовому поясах — Іванофранківська й Чернівецька області. У ЧКУ має статус «зникаючий» | ЧКУ                | …                            |            |
| 400 | Билинець звичайний Gymnadenia conopsea (L.) R.Br. | На луках, серед чагарників, в світлих лісах, на галявинах, узліссях, по краях боліт — Карпати, Полісся, Розточчя, Опілля, Лісостеп, Гірський Крим. У ЧКУ має статус «вразливий» | ЧКУ                | …                            |            |
| 401 | Билинець щільноквітковий Gymnadenia densiflora (Wahlenb.) A.Dietr. | У Карпатах: від поясу передгірських дубових і букових лісів до гірськолісового, на лісових галявинах, трав'яних схилах гір, узліссях, найчастіше в улоговинних болотах; на рівнині росте на луках, галявинах світлих лісів та узліссях, переважно, в місцях виходу ґрунтових вод — у Карпатах, Прикарпатті, дуже рідко на Розточчі, Опіллі, Поліссі. У ЧКУ має статус «вразливий»                                                             | ЧКУ                | …                            |            |
| 402 | Билинець найзапашніший Gymnadenia odoratissima (L.) Rich. | У лісі, на вологих, болотистих луках, лісових галявинах, серед чагарників — переважно в Карпатах, також на Опіллі, Поліссі, в Лісостепу (дуже рідко). У ЧКУ має статус «зникаючий» | ЧКУ                | …                            |            |
| 403 | М'якух болотяний Hammarbya paludosa (L.) Kuntze | На торф'яних і осоково-сфагнових болотах, на вологих луках — у Карпатах і Прикарпатті, Розточчя-Опілля, Полісся, зрідка; в Лісостепу, дуже рідко. У ЧКУ має статус «зникаючий» | [ 86 ]             | …                            |            |
| 404 | Медівка однобульбова Herminium monorchis (L.) R.Br. | Вологі й болотисті луки, осоково-гіпнові низинні болота, рідше — в заболочених рідколіссях і серед чагарників — у Карпатах, на Поліссі, у Лісостепу. У ЧКУ має статус «зникаючий» | ЧКУ                | …                            |            |
| 405 | Стрічкоязичник козячий Himantoglossum caprinum (M.Bieb.) Spreng. | У світлих лісах, серед чагарників — у гірському Криму і на ПБК (ок. Ялти, мис Мартьян), рідко. У ЧКУ має статус «вразливий» | [ 92 ]             | …                            |            |
| 406 | Himantoglossum comperianum (Steven) P.Delforge | Світлі, переважно ялівцеві, ліси, галявини та узлісся, що формуються на вапнякових коричневих ґрунтах — зх. частина Пд. берега Криму. У ЧКУ має статус «зникаючий» | ЧКУ                | …                            |            |
| 407 | Недозрілка фіолетова Limodorum abortivum (L.) Sw. | Світлі дубові, фісташкові, ялівцеві, соснові та сосново-дубові ліси на сухих бурих та коричневих ґрунтах — Гірський і Пд. берег Криму. У ЧКУ має статус «неоцінений» | ЧКУ                | …                            |            |
| 408 | Блищак болотяний Liparis loeselii (L.) Rich. | Росте у складі угруповань мезотрофних осокових та осоково-трав'яних боліт на торф'янистих або мінеральних ґрунтах, іноді на верхових сфагнових болотах і на заболочених луках — на Поліссі, у Карпатах, Лісостепу, Степовій зоні (по долинах рік). У ЧКУ має статус «вразливий» | ЧКУ                | …                            |            |
| 409 | Глевчак однолистий Malaxis monophyllos (L.) Sw. | Росте у сирих ялинових лісах та на чагарникових болотах, у листяних лісах, у складі післялісових лучних угруповань — у Карпатах (від низин до субальпійського поясу), Розточчі, на Поліссі та в Лісостепу (зрідка). У ЧКУ має статус «вразливий» | ЧКУ                | …                            |            |
| 410 | Неотінея тризубчаста Neotinea tridentata (Scop.) R.M.Bateman, Pridgeon & M.W.Chase                                                                                            | Луки, кам'янисті осипи, лісові галявини, в нижній частині гірського поясу, росте на остепнених схилах пд.-сх. та пд.-зх. експозицій — Гірський Крим. У ЧКУ має статус «зникаючий» | ЧКУ                | …                            |            |
| 411 | Неотінея обпалена Neotinea ustulata (L.) R.M.Bateman, Pridgeon & M.W.Chase | Вологі та сухі високотравні луки, узлісся листяних лісів, у злаково-різнотравних угрупованнях — у Карпатах, на Прикарпатті, у Розточчі, Опіллі, на Поділлі (пн. частина), Правобережному Поліссі, у Лісостепу, Степу (вздовж Дніпра). У ЧКУ має статус «зникаючий» | ЧКУ                | …                            |            |
| 412 | Гніздівка серцелиста Neottia cordata (L.) Rich. | У Карпатах поширений від верхнього лісового до субальпійського поясу, де зростає переважно в тінистих хвойних і мішаних вологих лісах з розвинутим моховим покривом, на лісових болотах, зрідка — на відкритих і напіввідкритих місцях, на ґрунтах з високою вологозабезпеченістю і поганою аерацією, переважно дуже бідних і кислих — у Карпатах, Розточчі, Опіллі та на Поліссі (Словечансько-Овруцький кряж). У ЧКУ має статус «вразливий» | ЧКУ                | …                            |            |
| 413 | Гніздівка звичайна Neottia nidus-avis (L.) Rich. | Тінисті листяні, мішані, рідше соснові ліси, переважно в місцях з розрідженим трав’яним покривом, на ґрунтах як бідних, так і багатих, з різним рівнем зволоженості, переважно багатим на вапно — у Карпатах, на Закарпатті, Поліссі, в Лісостепу, Степу (пн.), Гірському Криму. У ЧКУ має статус «неоцінений» | ЧКУ                | …                            |            |
| 414 | Гніздівка яйцелиста Neottia ovata (L.) Bluff & Fingerh. | Переважно вологі і затінені місця у листяних, мішаних та хвойних лісах, узліссях, просіках, ярах, серед чагарників; у Карпатах на суходільних, низинних та заплавних сіноносних луках — Карпати, Розточчя, Полісся, Лісостеп, Гірський Крим (спорадично), Степ ( дуже рідко). У ЧКУ має статус «неоцінений» | ЧКУ                | …                            |            |
| 415 | Понерорхіс каптуруватий Ponerorchis cucullata (L.) X.H.Jin, Schuit. & W.T.Jin                                                                                                 | Хвойні та мішані ліси, узлісся, зарості чагарників, лісові схили — Полісся, Розточчя, Опілля, Правобережний Лісостеп. У ЧКУ має статус «зникаючий» | ЧКУ                | …                            |            |
| 416 | Комашник бджолоносний Ophrys apifera Huds. | Світлі ялівцеві ліси, чагарники, узлісся, вапнякові осипи на висоті 200–300 м н.р.м. — Пд. берег Криму (від Севастополя до Ялти). У ЧКУ має статус «зникаючий» | ЧКУ                | …                            |            |
| 417 | Комашник мухоносний Ophrys insectifera L. | Світлі ліси, узлісся, вогкуваті луки на схилах на карбонатному підґрунті — в Україні був відомий з чотирьох місцезростань на Розточчі й Опіллі, траплявся зрідка на Пн. Поділлi, у Прикарпатті, Зовнішніх Карпатах, наводиться для Закарпатської (Ґорґани) та Чернівецької (Прикарпаття) областей. Крім локалітету на Опіллі, усі решта відомі лише за літературними даними. У ЧКУ має статус «зникаючий»                                     | ЧКУ                | …                            |            |
| 418 | Комашник мітлистий Ophrys scolopax Cav. | Світлі ялівцеві і листяні ліси, чагарники, кам'янисті схили — Гірський Крим (пд. макросхил). У ЧКУ має статус «зникаючий» | ЧКУ                | …                            |            |
| 419 | Комашник павуконосний Ophrys sphegodes Mill. | Кам'янисті, вапнякові схили у світлих ялівцевих і листяних лісах, осипи, чагарники, узлісся — Гірський Крим. У ЧКУ має статус «зникаючий» | ЧКУ                | …                            |            |
| 420 | Зозулинець чоловічий Orchis mascula (L.) L. | Лісові галявини, чагарники, гірські схили на помірно зволожених ділянках — Карпати, Поділля, Степ (рідко), Гірський Крим (частіше). У ЧКУ має статус «вразливий» | ЧКУ                | …                            |            |
| 421 | Зозулинець шоломоносний Orchis militaris L. | Компонент суходільних лук, трапляється на лучно-степових та степових схилах — Карпати, Розточчя, Опілля, Правобережне Полісся, Лісостеп, Степ (пн.), Гірський Крим. У ЧКУ має статус «вразливий» | ЧКУ                | …                            |            |
| 422 | Зозулинець блідий Orchis pallens L. | Росте в ср. гірському поясі Криму, на гірських схилах, вологих луках, узліссях та галявинах ялівцево-пухнастодубових гірських лісів, на зволожених, багатих на гумус ґрунтах — Гірський Крим. У ЧКУ має статус «зникаючий» | ЧКУ                | …                            |            |
| 423 | Зозулинець провансальський Orchis provincialis Balb. ex Lam. & DC. | У нижньому гірському поясі Пд. берега Криму — Гірський Крим (зх. частина). У ЧКУ має статус «зникаючий» | ЧКУ                | …                            |            |
| 424 | Зозулинець дрібнокрапчастий Orchis punctulata Steven ex Lindl. | Світлі галявини, узлісся, чагарники — Гірський Крим. У ЧКУ має статус «зникаючий» | ЧКУ                | …                            |            |
| 425 | Зозулинець пурпуровий Orchis purpurea Huds. | Дубові та букові ліси, сухі узліснені фітоценози — Карпати, Передкарпаття, Прут-Дністровське межиріччя, Зх. Поділля, Волинська височина та Гірський Крим. У ЧКУ має статус «вразливий» | ЧКУ                | …                            |            |
| 426 | Зозулинець мавпячий Orchis simia Lam. | Росте на узліссях і лісових галявинах ялівцевих і пухнастодубових лісів, серед чагарників, на гірських луках та схилах — Гірський Крим. У ЧКУ має статус «вразливий» | ЧКУ                | …                            |            |
| 427 | Любка дволиста Platanthera bifolia (L.) Rich. | Післялісові луки, розріджені букові ліси, чагарники, узлісся, грабові діброви, дубовососнові ліси — Карпати, Розточчя, Опілля, Полісся, пн. Лісостеп, Степ (дуже рідко), Крим. У ЧКУ має статус «неоцінений» | ЧКУ                | …                            |            |
| 428 | Любка зеленоцвіта Platanthera chlorantha (Custer) Rchb. | У Карпатах в листяних і хвойно-листяних лісах, в Криму в пухнастодубових і соснових лісах — Карпати, Розточчя, Опілля, Полісся, Лісостеп, Степ (рідко), Гірський Крим. У ЧКУ має статус «неоцінений» | ЧКУ                | …                            |            |
| 429 | Білозозулинець справжній Pseudorchis albida (L.) Á.Löve & D.Löve | У Карпатах трапляється переважно у лісовому та субальпійському поясах, росте на вологих луках, задернованих кам'янистих схилах, рідше серед криволісся — Карпати, Мале Полісся (пд. Рівненської обл.). У ЧКУ має статус «вразливий» | ЧКУ                | …                            |            |
| 430 | Скрученик гарний Spiranthes sinensis (Pers.) Ames | Росте на торфових болотах, сирих приозерних та прирічкових низькотравних луках — Мале Полісся (Львівська обл.). У ЧКУ має статус «зникаючий» | ЧКУ                | …                            |            |
| 431 | Скрученик осінній Spiranthes spiralis (L.) Chevall. | Надає перевагу відкритим слабо вологим лукам і пасовищам — Розточчя, Закарпаття. У ЧКУ має статус «зникаючий» | ЧКУ                | …                            |            |
| 432 | Стевенієла південна Steveniella satyrioides (Spreng.) Schltr. | Росте в листяних та хвойних світлих лісах, на галявинах, відкритих трав'янистих, більш або менш вологих схилах, у розріджених чагарниках, на давніх вапнякових осипах, біля старих доріг і стежок — Гірський Крим. У ЧКУ має статус «зникаючий» | ЧКУ                | …                            |            |
| 433 | Кулезозулинець кулястий Traunsteinera globosa (L.) Rchb. | Зростає на вологих гірських луках, лісових галявинах, в гірських букових лісах, переважно на вапняках — Карпати, Прикарпаття, Зх. Полісся (рідко), Зх. та Центральне Поділля (рідко), Гірський Крим. У ЧКУ має статус «вразливий» | ЧКУ                | …                            |            |
| 434 | Лускоосник стоколосовий Achnatherum bromoides (L.) P.Beauv. | На відкритих сухих кам'янистих схилах, у розріджених листяних лісах і чагарниках — на ПБК, часто; у гірському Криму, рідше; одне місце знаходження в Степовому Криму | [ 93 ]             | Злакові Poaceae              |            |
| 435 | Achnatherum virescens (Trin.) Banfi, Galasso & Bartolucci | У ялівцево-дубових і соснових лісах, на яйлах, серед скель і розсипів, у чагарниках — у гірському Криму (включаючи ПБК), досить часто; вказується для південного Поділля (на схилах високого берега Дністра) | …                  | …                            |            |
| 436 | Оводник дводюймовий Aegilops biuncialis Vis. | На сухих схилах, пісках, скелях, розсипах, на засмічених місцях, біля доріг і стежок — у південному Криму, звичайно; відомі місця знаходження в ок. Сімферополя та Феодосії | [ 94 ]             | …                            |            |
| 437 | Оводник циліндричний Aegilops cylindrica Host | На вапняково-кам'янистих відкритих схилах і пісках; як бур'ян біля доріг і стежок, на межах, перелогах — у Криму та півд. ч. Степу часто; у Карпатах, Лісостепу і пн. ч. Степу ізольовані місця | …                  | …                            |            |
| 438 | Оводник колінчастий Aegilops geniculata Roth | На відкритих сухих схилах, засмічених місцях, уздовж доріг і стежок — у південному Криму, переважно в зх. ч., зрідка; у Кримському передгір'ї відомо біля Севастополя і Сімферополя | …                  | …                            |            |
| 439 | Оводник тридюймовий Aegilops triuncialis L. | На сухих схилах і як бур'ян іноді на кам'янистих субстратах — у Кримському передгір'ї і південному Криму, зазвичай; як занесене в ок. м. Броди Львівської обл. | …                  | …                            |            |
| 440 | Оводник занедбаний Aegilops neglecta Req. ex Bertol. | На сухих здебільшого кам'янистих схилах, скелях і розсипах, у доріг і стежок — майже по всьому Криму, за винятком його пн. ч.; вказується для пд. ч. Степу як занесене | [ 95 ]             | …                            |            |
| 441 | Aegilops tauschii Coss. | Крим | [ 96 ]             | …                            |            |
| 442 | Узбережниця звичайна Aeluropus littoralis (Gouan) Parl. | На вологих, сирих і мокрих суглинних і черепашково-піщаних солончаках — на півдні Степу по узбережжю Чорного й Азовського морів, часто; у Лівобережному Злаково-Луговому Степу ізольовані місця знаходження | [ 97 ]             | …                            |            |
| 443 | Житняк приазовський Agropyron cimmericum Nevski | Росте на піщаних дюнах і на пляжах, на дуже піщаних ґрунтах — у Приазов'ї Донецької області, Криму й на Арабатській стрілці | [ 98 ]             | …                            |            |
| 444 | Житняк пухнастоцвітий Agropyron cristatum Ledeb. | На рухомих слабозарослих пісках, на вершинах і схилах «кучугур»; піонер заростання голих пісків — на пісках Дніпра від Кременчука до Дніпровського лиману. | …                  | …                            |            |
| 445 | Житняк донський Agropyron tanaiticum Nevski | На пісках; піонер заростання горбистих пісків — у сх. ч. Лісостепу і Степу (по пісках Сів. Дінця та його приток). Відоме ізольоване місце знаходження в районі Полтави | …                  | …                            |            |
| 446 | Житняк звичайний Agropyron cristatum (L.) Gaertn. | У степах (від лучних до пустельних), на кам'янистих схилах — в Лісостепу, Степу і Гірському Криму, досить часто; особливо в пд.-сх. ч. України; спорадично трапляється в Поліссі; відомо 1 місце знаходження в Закарпатті (Ужгород) | [ 99 ]             | …                            |            |
| 447 | Житняк пустельний Agropyron desertorum (Fisch. ex Link) Schult. | На сухих степових, глинистих і кам'янистих схилах — у сх. ч. Степу, Донецькому Лісостепу (Харцизький р-н Донецької обл.) і Криму (Керченський півострів, масив Карадаг), дуже рідко | [ 94 ]             | …                            |            |
| 448 | Мітлиця альпійська Agrostis alpina Scop. | На скелях та полонинах у субальпійському та альпійському поясах Карпат — відоме 1 місце знаходження на хр. Чорногора. У ЧКУ має статус «недостатньо відомий» | [ 100 ]            | …                            |            |
| 449 | Мітлиця собача Agrostis canina L. | На болотах та заболочених луках — у Поліссі та Карпат звичайно; у Лісостепу зрідка; на півночі Степу рідко | …                  | …                            |            |
| 450 | Мітлиця звичайна Agrostis capillaris L. | На луках (особливо заплавних і гірських), лісових галявинах, прирічкових пісках — у Поліссі, Лісостепу і Карпатах — звичайна рослина; у лівобережному злаково-лучному Степу рідко | …                  | …                            |            |
| 451 | Мітлиця велетенська Agrostis gigantea Roth | На луках, лісових галявинах, у заплавних лісах, на відкритих схилах, біля доріг — у Поліссі, Лісостепу, пн. ч. Степу, Карпатах та гірському Криму звичайно | …                  | …                            |            |
| 452 | Мітлиця скельна Agrostis rupestris All. | На скелях та полонинах субальпійського та альпійського поясів — у Карпатах, дуже рідко (хр. Чорногора, полонина Пожижевська; гора Дзимброня). У ЧКУ має статус «зникаючий» | …                  | …                            |            |
| 453 | Мітлиця повзуча Agrostis stolonifera L. | На заболочених луках, лісових болотах, прирічкових та приморських пісках — на Поліссі, Лісостепу, Степу та Карпатах звичайно; у Криму рідко | …                  | …                            |            |
| 454 | Мітлиця виноградникова Agrostis vinealis Schreb. | На лугових степах, степових схилах, сухих луках, у борах, на прирічкових пісках — на Поліссі, Лісостепу та б. ч. Степу звичайно; у Карпатах та Криму рідко | …                  | …                            |            |
| 455 | Аїра гвоздична Aira caryophyllea L. | На відкритих сухих піщаних місцях, галечниках, кам'янистих схилах — вказується для Передгірного Криму (ок. Севастополя) та Карпат (гора Балтагур біля витоків р. Чорний Черемош) | [ 101 ]            | …                            |            |
| 456 | Аїра витончена Aira elegans Willd. ex Roem. & Schult. | На кам'янистих схилах, лісових галявинах, серед чагарників — ПБК від мису Айя до гори Аюдаг рідко | …                  | …                            |            |
| 457 | Китник рудий Alopecurus aequalis Sobol. | На болотах, вологих і сирих луках, на берегах водойм та канав — по всій території, але в південних степових районах значно рідше | [ 102 ]            | …                            |            |
| 458 | Китник очеретяний Alopecurus arundinaceus Poir. | На вологих луках нерідко з б.-м. засоленими ґрунтами — у Лісостепу, Степу та гірському Криму звичайно; в Поліссі рідко; відомий також з 2 пунктів Львівської області | …                  | …                            |            |
| 459 | Китник колінчастий Alopecurus geniculatus L. | На берегах водойм, біля канав, на вологих луках — у лісових і лісостепових районах часто; заходить у пн. ч. Степу | …                  | …                            |            |
| 460 | Китник мишохвостий Alopecurus myosuroides Huds. | На луках, берегах річок й струмків, уздовж доріг і як бур'ян у парках і садах — у Південному Криму, Кримському передгір'ї та південно-сх. ч. Степового Криму, досить часто; як занесена рослина вказується для Лісостепу | …                  | …                            |            |
| 461 | Китник піхвястий Alopecurus vaginatus (Willd.) Kunth | На сухих кам'янистих гірських схилах — у гірському Криму (включаючи передгір'я та ПБК), часто; у сх. ч. Керченського півострова порівняно рідко | …                  | …                            |            |
| 462 | Китник лучний Alopecurus pratensis L. | На луках, берегах річок й струмків, уздовж доріг і як бур'ян у парках і садах — у Південному Криму, Кримському передгір'ї та південно-сх. ч. Степового Криму, досить часто; як занесена рослина вказується для Лісостепу | [ 103 ]            | …                            |            |
| 463 | Anthoxanthum australe (Schrad.) Veldkamp syn. Hierochloë australis (Schrad.) Roem. & Schult. (чаполоч південна)                                                               | У розріджених лісах та на лісових полянах — у західних лісових районах та Волинському Лісостепу, дуже рідко; знайдено в західному Лісостепу (м. Балта) та лівобережному Лісостепу (Харків) | [ 27 ]             | …                            |            |
| 464 | Anthoxanthum nitens (Weber) Y.Schouten & Veldkamp syn. Hierochloë odorata (L.) Beauv. (чаполоч пахуча)                                                                        | На луках, трав'янистих схилах, лісових галявинах, серед чагарників — переважно у рівнинних лісових районах; на південь та південний схід стає більш рідкісним і зникає | …                  | …                            |            |
| 465 | Anthoxanthum repens (Host) Veldkamp syn. Hierochloë repens (Host) P.Beauv. (чаполоч повзуча)                                                                                  | На сухих луках, степових схилах, пісках, у чагарникових заростях, іноді як бур'ян у посівах — майже по всій території, але частіше у степових та лісостепових районах; відсутній у Криму, Карпатах та Закарпатті | …                  | …                            |            |
| 466 | Anthoxanthum nipponicum Honda | У Карпатах | …                  | …                            |            |
| 467 | Пахуча трава звичайна Anthoxanthum odoratum L. | На луках, лісових галявинах і узліссях — на Поліссі, у західних лісових районах та Карпатах часто, у Лісостепу, рідше; заходить у північно-східні райони Лівобережного Степу; відоме ізольоване місце знаходження в Асканії-Новій | …                  | …                            |            |
| 468 | Метлюг переривчастий Apera interrupta (L.) P.Beauv. | На піщаних місцях і як бур'ян — зібраний у Криму в ок. Севастополя та нижній течії р. Біюк-Карасу | [ 100 ]            | …                            |            |
| 469 | Метлюг звичайний Apera spica-venti (L.) P.Beauv. | На пісках, піщанистих луках і як бур'ян на полях, біля доріг, в населених пунктах — майже на всій території але на півдні Степу рідко | [ 100 ]            | …                            |            |
| 470 | Французький райграс високий Arrhenatherum elatius (L.) P.Beauv. ex J.Presl & C.Presl.                                                                                         | На луках, лісових галявинах, узліссях і вирубках, біля доріг, у парках і садах; нерідко культивується як корм — у Лісостепу і Карпатах досить часто; на заході гірського Криму зрідка; у Поліссі та Степу рідко | [ 104 ]            | …                            |            |
| 471 | Овес бородатий Avena barbata (L.) P.Beauv. ex J.Presl & C.Presl. | На сухих кам'янистих схилах, скелях та розсипах — на ПБК, дуже рідко (гора Аюдаг) | …                  | …                            |            |
| 472 | Вівсюг Avena fatua L. | У посівах, на парах і по краях полів — на всій території | …                  | …                            |            |
| 473 | Овес неплідний Avena sterilis L. | На відкритих сухих схилах, кам'янистих оголеннях, у вологих типах місцеперебування, біля доріг, околицями полів, часто в посівах — південь Ступу, Крим | …                  | …                            |            |
| 474 | Овес мохнатоквітковий Avena eriantha Durieu | Крим, на околицях Гурзуфа | [ 105 ]            | …                            |            |
| 475 | Авінелла звивиста Avenella flexuosa (L.) Drejer | У лісах, на луках і скелястих місцях — у Карпатах і західних лісових районах, рідко; в околиці Харкова; вказується для Києва, Чернігова, Макіївського р-ну Донецької обл. | [ 106 ]            | …                            |            |
| 476 | Вівсик пухнастий Avenula pubescens (Huds.) Dumort. | У лугових степах, на схилах, узліссях, серед чагарників, на суходільних луках, у сухих борах — у Лісостепу часто; в Поліссі, Карпатах і пн. Степу рідше | [ 107 ]            | …                            |            |
| 477 | Куцоніжка двоколоскова Brachypodium distachyon (L.) P.Beauv., Syn. Trachynia distachya (L.) Link                                                                              | На відкритих сухих глинистих і кам'янистих схилах, відслоненнях і засмічених місцях — в Південному Криму, досить часто; як заносне в околицях Одеси й Маріуполя | [ 108 ]            | …                            |            |
| 478 | Стоколос житній Bromus secalinus L. | Типовий озимий польовий бур'ян — у лісових та лісостепових районах порівняно часто; на півдні Степу та гірському Криму рідко | [ 109 ]            | …                            |            |
| 479 | Стоколос змінений Bromus commutatus Schrad. | На узбіччях полів, біля доріг, на луках — у середній смузі та Криму розсіяно (в пд. Криму, досить часто); на Поліссі й півд. ч. Степу майже відсутній | [ 110 ]            | …                            |            |
| 480 | Стоколос польовий Bromus arvensis L. | На узбіччях полів, біля доріг, на луках, у посівах — у лісових та лісостепових районах та гірському Криму звичайно, у Степу зрідка | [ 111 ]            | …                            |            |
| 481 | Стоколос Бенекена Bromus benekenii (Lange) Trimen | У листяних та змішаних лісах — у Лісостепу, Карпатах і гірському Криму досить часто; в Поліссі й пн. ч. Степу зрідка | …                  | …                            |            |
| 482 | Стоколос прямий Bromus erectus Huds. | На суходільних і заплавних луках, степових схилах і відслоненнях — окремі місця знаходження в Закарпатській обл.; у Львівській і Тернопільській обл. одинично; як заносна рослина в Білій Церкві й ок. с. Козаче (Черкаська обл., Драбівський р-н) | …                  | …                            |            |
| 483 | Стоколос м'який Bromus hordeaceus L. | На полях, луках, галявинах, схилами, уздовж доріг — на всій території звичайно, у Степу зрідка, але в Степу рідше, а в пд.-сх. ч. її відсутній | …                  | …                            |            |
| 484 | Стоколос безостий Bromus inermis Leyss. | На луках, у степах, на схилах, лісових галявинах і узліссях, у чагарниках, на оголеннях пісках, серед бур'янів — на всій території | …                  | …                            |            |
| 485 | Стоколос японський Bromus japonicus Houtt. | На узбіччях полів (іноді й у посівах), біля доріг, на вигонах, відслоненнях, сухих схилах — у Степу, зх. ч. Лісостепу і гірському Криму звичайний; в півд. ч. Лісостепу і Карпатах зрідка; в Поліссі одинично | …                  | …                            |            |
| 486 | Стоколос гіллястий Bromus ramosus Huds. | У грабових та дубово-букових лісах — у Карпатах дуже рідко | …                  | …                            |            |
| 487 | Стоколос прибережний Bromus riparius Rehmann | На суходільних луках, степах, схилах, серед чагарників, на узліссях — у Степу (крім найбільш південних районів, де трапляється рідко) і гірському Крим, досить часто; у Правобережному і Лівобережному Лісостепу зрідка | …                  | …                            |            |
| 488 | Стоколос волотистий Bromus scoparius L. | На сухих схилах та бур'янах — у південному Криму, дуже рідко, ймовірно занесений | …                  | …                            |            |
| 489 | Стоколос кострубатий Bromus squarrosus L. | У степах, на кам'янистих відслоненнях, пісках, в сухих борах і суборах, як бур'ян на луках, узліссях, біля доріг, на узбіччях полів, у посівах — у Лісостепу, Степу та гірському Криму часто; у Поліссі дуже рідко; у Карпатах відомо 1 місце знаходження (Яремчанський р-н Івано-Франківської обл.) | …                  | …                            |            |
| 490 | Bromus sclerophyllus Boiss. syn. Bromus cappadocicus Boiss. & Balansa | На сухих кам'янистих місцях, різноманітних оголеннях і осипах — у гірському Криму (включаючи передгір'я) і на Керченському півострові звичайно; у степовому та південному Криму зрідка. Поза Кримом трапляється в заповіднику «Хомутівський степ», ок. Херсона, Миколаївської обл. по р. Інгул | [ 112 ]            | …                            |            |
| 491 | Стоколос двотичинковий Bromus diandrus Roth | На кам'янистих схилах уздовж струмків, канав і як бур'ян — у Південному Криму зрідка | [ 107 ]            | …                            |            |
| 492 | Стоколос мадридський Bromus madritensis L. | На відкритих сухих, кам'янистих місцях і як бур'ян — у Південному Криму нерідко; у Кримських Передгір'ях та Кримському Лісостепу одинично | …                  | …                            |            |
| 493 | Стоколос неплідний Bromus sterilis L. | На засмічених місцях — у більшості районів Криму звичайно, у Степу зрідка; поодинокі місця знаходження на заході (Львівська, Тернопільська, Закарпатська області) | …                  | …                            |            |
| 494 | Стоколос покрівельний Bromus tectorum L. | На пісках, осипах, біля доріг, на узбіччях полів і в посівах, на вибитих пасовищах та інших місцях з б.-м. порушеним рослинним покривом — на всій території | …                  | …                            |            |
| 495 | Куничник очеретяний Calamagrostis arundinacea (L.) Roth | Ліси різного типу, вирубки, галявини й узлісся, вільшняки й великотрав'я субальпійського поясу, в нижній частині альпійського поясу (ущелини скель) — в Карпатах і Поліссі звичайний; в Лісостепу рідше | [ 100 ]            | …                            |            |
| 496 | Куничник сивуватий Calamagrostis canescens (Weber) Roth | На болотах та болотистих луках, у заболочених лісах — по всій території крім Криму, зрідка; у Степу тільки в долинах великих рік | …                  | …                            |            |
| 497 | Куничник звичайний Calamagrostis epigejos (L.) Roth | На луках, у борах, на вирубках та узліссях, відкритих пісках, на яйлах — по всій території | …                  | …                            |            |
| 498 | Куничник прямий Calamagrostis stricta (Timm) Koeler | На болотах, заболочених луках, в лісах, мокрих сугрудках — у Поліссі, Лісостепу і Прикарпатті, зрідка | …                  | …                            |            |
| 499 | Куничник різнобарвний Calamagrostis varia (Schrad.) Host | У лісах, серед чагарників, на суходолових луках — у Расточчі-Опіллі (відомий із кількох місць на території Львівської обл.) | …                  | …                            |            |
| 500 | Куничник волохатий Calamagrostis villosa (Chaix) J.F.Gmel. | У субальпійському та альпійському поясах на високогірних луках, пустках, у зеленовільшаниках, а також на галявинах, узліссях та вирубках біля верхнього кордону ялинових лісів — У Карпатах | …                  | …                            |            |
| 501 | Куничник несправжньоочеретяний Calamagrostis pseudophragmites (Haller f.) Koeler                                                                                              | На берегах водойм на низинних болотах — у Передкарпатті, Карпатах та Закарпатті, зрідка | [ 113 ]            | …                            |            |
| 502 | Струмочниця водяна Catabrosa aquatica (L.) P.Beauv. | Поблизу струмків, джерел і водойм, на вологих піщаних місцях і галявинах, на болотистих луках і болотах — по всій Україні, але в Поліссі та на півдні Степу рідко | [ 114 ]            | …                            |            |
| 503 | Catapodium rigidum (L.) C.E.Hubb. | На відкритих сухих схилах, кам'янистих розсипах, на смітниках — у південному Криму, часто | [ 115 ]            | …                            |            |
| 504 | Золотоборідник звичайний Chrysopogon gryllus (L.) Trin. | На пісках, відкритих вапнякових схилах, серед чагарників — на півдні Степу та в західному Лісостепу, рідко | [ 116 ]            | …                            |            |
| 505 | Двозубка пізня Cleistogenes serotina (L.) Keng | На сухих б. ч. кам'янистих схилах — у гірському Криму (включаючи південний Крим), спорадично; знайдений поблизу Сімферополя і в Ленінському р-ні Керченського півострова; вказується для Кам'янець-Подільського р-ну Хмельницької обл. | [ 97 ]             | …                            |            |
| 506 | Двозубка розчепірена Cleistogenes squarrosa (Trin.) Keng | На пісках та піщаних степах — на південному сході Степу, спорадично; на півдні Степу у пониззі Дніпра; відомий з м. Дніпра | …                  | …                            |            |
| 507 | Срібна трава сива Corynephorus canescens (L.) P.Beauv. | У розріджених борах і суборах, на узліссях і відкритих піщаних місцях, на занедбаних полях з піщанистим ґрунтом — в Поліссі та Розточсько-Опільських лісах, часто; в зах. ч. Лісостепу, рідко; відомий в ок. Кропивницького | [ 101 ]            | …                            |            |
| 508 | Скритниця колюча Crypsis aculeata (L.) Aiton | На солонцюватих луках і солончаках — у Лівобережному Степу, південних районах Лівобережного Лісостепу та Донецького Лісостепу, часто; у Криму, південних районах Правобережного Степу і на сході Правобережному Лісостепу, зрідка | [ 117 ]            | …                            |            |
| 509 | Скритниця китникова Crypsis alopecuroides (Piller & Mitterp.) Schrad. | На прирічкових мулисто-піщанистих місцях, солонцюватих луках (в подах), галечниках, біля доріг — по Дніпру, Дністру, Сів. Донцю і їхніх притоках, в подах на півдні Степу спорадично | …                  | …                            |            |
| 510 | Скритниця сашникова Crypsis schoenoides (Piller & Mitterp.) Schrad. | На солончаках, солонцюватих луках, засолених пісках — у Степу та Лівобережному Лісостепу, часто; в Правобережному Лісостепу і Криму, рідко; по Дніпру і його притоках заходить у Полісся | …                  | …                            |            |
| 511 | Свинорий пальчастий Cynodon dactylon (L.) Pers. | На піщанистих ґрунтах та галечниках, приморських солончаках, відкритих кам'янистих та дрібноземистих схилах, біля доріг, на плантаціях, у населених пунктах — На крайньому півдні Степу, у Кримських Передгір'ях та південному Криму, часто; у Закарпатті, зрідка | …                  | …                            |            |
| 512 | Гребінниця звичайна Cynosurus dactylon L. | На суходільних і низинних, заплавних і гірських луках, на лісових галявинах — в Поліссі, західних лісових районах і Карпатах, часто; в Лісостепу, пд. Криму, Кримському передгір'ї, рідко | [ 118 ]            | …                            |            |
| 513 | Гребінниця колюча Cynosurus echinatus L. | На сухих кам'янистих схилах, у світлих ксерофільних ялівцево-дубових лісах, чагарниках пухнастого і грабинника, вздовж доріг, у населених пунктах, на шиферних щебенистих ґрунтах — на ПБК (від Сімеїзу до Алушти), часто; називається для Севастополя | …                  | …                            |            |
| 514 | Грястиця звичайна Dactylis glomerata L. | На луках, у хвойних, широколистяних, змішаних і дрібнолистяних лісах, на узліссях і полянах, у чагарниках, на вирубках — по всій території, досить часто, за винятком південних степових районів, де зустрічається рідше | …                  | …                            |            |
| 515 | Дантонія гірська Danthonia alpina Vest | На лісових луках і галявинах, кам'янистих схилах, у нижньому гірському поясі — у Карпатах, дуже рідко (Хуст) | [ 93 ]             | …                            |            |
| 516 | Дантонія полегла Danthonia decumbens (L.) DC. | На лісових галявинах, у розріджених лісах, на суходолових луках — у Правобережному та Західному Поліссі, західних лісових районах та Карпатах, часто; у Лівобережному Поліссі та на заході Правобережного Лісостепу; досить часто на кримських яйлах | …                  | …                            |            |
| 517 | Пшеничка волохата Dasypyrum villosum (L.) Borbás | На відкритих сухих вапнякових і крейдяних схилах, серед чагарників, біля доріг, як бур'ян на плантаціях різних культур — у Кримському передгір'ї і південному Криму, зазвичай; у Степовому Криму, зрідка; як заносне в околицях Одеси, Херсона, Львова і між ст. Заболотці та Броди у Львівській обл. | [ 119 ]            | …                            |            |
| 518 | Щучник дернистий Deschampsia cespitosa (L.) P.Beauv. | На вологих луках, у лісах, на болотах — у Поліссі, Лісостепу і Карпатах, часто; заходить у північну частину Лівобережного Степу | [ 106 ]            | …                            |            |
| 519 | Пальчатка звичайна Digitaria ischaemum (Schreb.) Muhl. | На пісках, коло доріг, по берегах водойм, у населених пунктах, як післязбиральний бур'ян на полях і городах — у лісових районах Лісостепу і північно-східній частині Степу, досить часто; по Дніпру спускається до його гирла | [ 120 ]            | …                            |            |
| 520 | Пальчатка кривава Digitaria sanguinalis (L.) Scop. | На вологих піщаних місцях, як бур'ян на полях та виноградниках, у населених пунктах біля доріг, у садах та парках, у городах — на всій території | …                  | …                            |            |
| 521 | Плоскуха звичайна Echinochloa crus-galli (L.) P.Beauv. | На вологих прибережних місцях і як бур'ян у просапних культурах, на городах, баштанах, у садах, на зрошуваних полях, у посівах проса, іноді як пожнивна рослина — по всій території, часто. | …                  | …                            |            |
| 522 | Їжачка голівчаста Echinaria capitata (L.) Desf. | На відкритих схилах, кам'янистих місцях, скелях та розсипах — на ПБК, зрідка | [ 121 ]            | …                            |            |
| 523 | Пирій собачий Elymus caninus (L.) L. | У листяних лісах, на узліссях і в чагарниках рівнинних і гірських районів — в Лісостепу і Степу (крім крайнього півдня), західних лісових районах, Карпатах і гірському Криму досить часто; в Поліссі одинично | [ 108 ]            | …                            |            |
| 524 | Пирій вузлуватий Elymus nodosus (Steven ex Griseb.) Melderis syn. Elytrigia nodosa (Steven ex Griseb.) Nevski                                                                 | На відкритих сухих схилах, щебенистих осипах та приморських глинистих урвищах нижнього гірського пояса — У пд. Криму, часто. | …                  | …                            |            |
| 525 | Пирій палермський Elymus panormitanus (Parl.) Tzvelev | У дубово-грабових лісах нижнього гірського пояса — у пд. Криму, дуже рідко (гори Аюдаг і Кастель). У ЧКУ має статус «зникаючий» | …                  | …                            |            |
| 526 | Пирій зігнутоостюковий Elymus reflexiaristatus (Nevski) Melderis syn. Pseudoroegneria reflexiaristata (Nevski) A.N.Lavrenko у т. ч. Elytrigia strigosa subsp. reflexiaristata | На сухих кам'янистих схилах, скелях та осипах з розрідженим трав'янистим покривом, переважно у верхньому гірському поясі — у зх. ч. гірського Криму, нерідко. | …                  | …                            |            |
| 527 | Пирій повзучий Elymus repens (L.) Gould syn. Elytrigia repens (L.) Nevski | На лугах, у степах, на оголеннях, солончаках, пісках, чагарниках, лісових галявинах, розріджених лісах, лісосмугах, на полях, при дорогах, у населених пунктах — на всій території звичайно. | [ 98 ]             | …                            |            |
| 528 | Пирій сибірський Elymus sibiricus L. | ? | [ 122 ]            | …                            |            |
| 529 | Пирій ковилолистий Elymus stipifolius (Trautv.) Melderis syn. Pseudoroegneria stipifolia (Trautv.) Á.Löve syn. Elytrigia stipifolia                                           | На степових та кам'янистих схилах, лесових та крейдяних оголеннях – у сх. та пд/-сх. ч. Лівобережному Степу та Донецькому Лісостепу, степовій та передгірній частинах Криму, зрідка. | [ 108 ]            | …                            |            |
| 530 | Elymus uralensis (Nevski) Tzvelev | ? | [ 123 ]            | …                            |            |
| 531 | Гусятник великоколосковий Eragrostis cilianensis (All.) Janch. | На смітниках – на Керченському півострові в Криму, дуже рідко; вказується для ок. Херсона | [ 97 ]             | …                            |            |
| 532 | Гусятник волосистий Eragrostis pilosa (L.) P.Beauv. | На пісках, гранітних та піщаникових скелях і як бур'ян на полях та засмічених місцях з піщаними ґрунтами — у долинах рік від Полісся до півдня Степу, досить часто; у Карпатах та Закарпатті, зрідка; знайдений у Передгір'ях Криму, пд. Криму | …                  | …                            |            |
| 533 | Гусятник малий Eragrostis minor Host | На городах, полях, покладах, біля доріг, переважно на піщанистих ґрунтах — в Степу, Лісостепу і гірському Криму, часто; в Лівобережному Поліссі й зах. ч. Карпат, дуже рідко | [ 124 ]            | …                            |            |
| 534 | Eragrostis rivalis H.Scholz | ? | [ 125 ]            | …                            |            |
| 535 | Житничка східна Eremopyrum orientale (L.) Jaub. & Spach | У типчаково-ковилових, запустелених і піщаних степах, переважно на легких супіщаних і щебенистих ґрунтах, узліссях і в посадках молодих полезахисних смуг, на вигонах — у півд. ч. Степу і сх. ч. гірського Криму, досить часто; в Донецькому Лісостепу, зрідка; як занесений в ок. Харкова та Тульчинському р-ні Вінницької обл. (с. Михайлівка)                                                                                             | [ 94 ]             | …                            |            |
| 536 | Житничка пшенична Eremopyrum triticeum (Gaertn.) Nevski | На солончаках і солонцях, випасних степових ділянках, вигонах, на узліссях і в молодих посадках полезахисних лісових смуг, поблизу доріг і населених пунктів — у Лівобережному і півд. ч. Правобережного Степу, Степовому Криму, часто; в Правобережному, Лівобережному і Донецькому Лісостепу, зрідка | …                  | …                            |            |
| 537 | Костриця найвища Festuca altissima All. | У букових, змішаних і хвойних лісах Карпат, до верхньої межі лісу — в Карпатських лісах, досить часто; у Передкарпатті, рідко; у Поліссі (Житомир), Лівобережного Лісостепу (с. Юнаківка Сумського р-ну Сумської обл.) і Лівобережного Злаково-Лугового Степу (Готвальдовскій р-н, Харківська обл.), дуже рідко | [ 126 ]            | …                            |            |
| 538 | Костриця карпатська Festuca carpatica F.Dietr. | На виходах корінних порід, крутих схилах та уступах, біля підніжжя скель та урвищ — у Карпатах, рідко (хр. Свидовець, Мармарошські та Чивчинські гори). Карпатський ендемік | …                  | …                            |            |
| 539 | Костриця гірська Festuca drymeja Mert. & W.D.J.Koch | У лісовому поясі Карпат від 400 до 800–1000 м н. р. м., по схилах північної експозиції, над потоками та струмками — у Карпатських лісах, зрідка. У ЧКУ має статус «вразливий» | …                  | …                            |            |
| 540 | Костриця Порція Festuca porcii Hack. | На кам'янистих оголеннях (на більш зволожених місцях), на берегах струмків, гірських озер і боліт у захищених від вітрів лощинах, по краю улоговин (сніжників), розташованих на схилах, переважно північних експозицій — у субальпійському та альпійському поясах Карпат, досить рідко | …                  | …                            |            |
| 541 | Костриця червона Festuca rubra L. | На луках і болотах, вирубках, галявинах, у лісах — на Поліссі, Лісостепу та Карпатах, як правило; у південному Степу зустрічається лише як заносне. | …                  | …                            |            |
| 542 | Festuca filiformis Pourr. | ? | [ 127 ]            | …                            |            |
| 543 | Festuca heteromalla Pourr. | ? | [ 128 ]            | …                            |            |
| 544 | Festuca incurva (Gouan) Gutermann (syn. Psilurus incurvus (Gouan) Schinz & Thell.)                                                                                            | На сухих глинистих та кам'янистих схилах піщано-черепашниковому субстраті, вздовж доріг та біля населених пунктів — у південному Криму (від Ялти до Судака), нерідко. Відомий до Кримських Передгір'їв (ок. Севастополя). Знайдено у великій кількості в ок. м. Саки. | [ 129 ]            | …                            |            |
| 545 | Костриця макітринська Festuca makutrensis Zapal. | На піщаних гривах, сухих луках, у борах, на річкових терасах, кам'янистих схилах Кременецьких гір — на заході України, дуже рідко (м. Броди Львівської обл., с. Скарги Кременепського р-ну та м. Кременець Тернопільської обл.) | [ 130 ]            | …                            |            |
| 546 | Костриця чорнувата Festuca nigrescens Lam. | ? | [ 131 ]            | …                            |            |
| 547 | Festuca ambigua Le Gall syn. Vulpia ciliata Dumort. | На піщаних і щебнистих ґрунтах та сміттєвих місцях — у півд. Криму, часто | [ 132 ]            | …                            |            |
| 548 | Festuca bromoides L. syn. Vulpia bromoides (L.) Gray | Як бур'ян на покладах, пасовищах та інших засмічених місцях — на Закарпатті (с. Мала Копаня) | …                  | …                            |            |
| 549 | Festuca myuros L. syn. Vulpia myuros (L.) C.C.Gmel. | На сухих схилах, пісках та галечниках, кам'янистих розсипах, біля доріг та в населених пунктах на бур'янах — біля Закарпаття, Кримських Передгір'їв та півд. Криму, часто; у Степу відомо 1 місце знаходження поблизу Одеси | …                  | …                            |            |
| 550 | Festuca maritima L. syn. Vulpia unilateralis (L.) Stace, Nardurus maritimus (L.) Murb.                                                                                        | На кам'янистих схилах, скелях та розсипах, приморських пісках та галечниках, біля доріг, у посівах — біля Кримських Передгір'їв та пд. Криму, зрідка (вказується для Чатирдагу) | …                  | …                            |            |
| 551 | Костриця приземкувата Festuca airoides Lam. syn. Festuca supina Schur | В альпійському та верхній частині субальпійського поясу Карпат — на луках, виходах кам'янистих порід, осипах різного ступеня заростання, у чорничниках та рододендрових пустках, заростях ялівцю, іноді на болотах субальпійського та гірсько-лісового поясу — у Карпатах, часто | [ 133 ]            | …                            |            |
| 552 | Костриця різнолиста Festuca heterophylla (L.) P.Beauv. | У тінистих лісах із дуба скельного — у передгірських районах Закарпаття, на крутих схилах до Дністра у Тернопільській та Одеській областях, зрідка та рідко; у Карпатських лісах, дуже рідко | …                  | …                            |            |
| 553 | Костриця овеча Festuca ovina L. | У борах, на пустельних та заплавних луках, у березових лісах — на Поліссі, західних лісових районах та Карпатах, часто; у Лівобережному Лісостепу, рідко | …                  | …                            |            |
| 554 | Костриця бліда Festuca pallens Host | На вапнякових скелях та осипах, запіщанених вапняках та пісках — у Західному Лісостепу (Кременецькі гори на кордоні Тернопільської та Рівненської областей). Вказується для Карпат (ок. Рівне та Івано-Франківська) | …                  | …                            |            |
| 555 | Festuca picturata Pils (syn. Festuca picta Kit. ex Schult.) | На луках, крутих схилах, кам'янистих гребенях, у смузі криволісся, субальпійському та альпійському поясах — у високогір'ях Карпат, досить часто | …                  | …                            |            |
| 556 | Костриця Бекера Festuca pallens (Hack.) Trautv. | У борах, на піщаних терасах річок, піщаних варіантах різнотравно-типчаково-ковилових степів, на слабо задернованих пісках — в Лівобережних Лісостепу і Степу і сх. ч. Правобережжя, досить часто | …                  | …                            |            |
| 557 | Festuca psammophila (Hack. ex Čelak.) Fritsch | ? | [ 134 ]            | …                            |            |
| 558 | Festuca stricta Host | ? | [ 135 ]            | …                            |            |
| 559 | Костриця несправжньодалматська Festuca pseudodalmatica Krajina | У степах на різних типах чорноземних ґрунтів, іноді на солонцях, скелях і кам'янистих схилах — у Лісостепу і Степу, досить часто, за винятком Криму | [ 130 ]            | …                            |            |
| 560 | Костриця валіська Festuca valesiaca Schleich. ex Gaudin | У степах зазвичай на сухих піщаних і супіщаних ґрунтах, на кам'янистих місцях і сухих освітлених схилах, на високих гривах заливних лук — по всій території | …                  | …                            |            |
| 561 | Костриця волзька Festuca wolgensis P.A.Smirn. | На піщаних терасах у борах та суборях — у сх. ч. Лівобережного Лісостепу та Степу, зрідка. (В Охтирському та Лебединського р-нах Сумської обл.; у Готвальдівському, Дергачівському та Чугуївському р-нах Харківської обл.) | …                  | …                            |            |
| 562 | Костриця таврійська Festuca taurica (Hack.) A.Kern. ex Hack. | На відслоненнях кристалічних порід, на малопотужному щебенистому чорноземі на граніті, біля підніжжя скель, на горизонтальних майданчиках в петрофітних рослинних угрупованнях — на півдні Степу, зрідка (Миколаївська, Донецька і Запорізька області) | [ 136 ]            | …                            |            |
| 563 | Костриця різнобарвна Festuca versicolor Tausch | На оголених вапнякових кам'янистих схилах та гребенях гірських хребтів з добре вираженим ґрунтовим покривом — у сх. ч. Карпат, верхній частині субальпійського і альпійському поясах (хребти Свидовець, Чорногора, Мармарошські та Чивчинські гори, на висоті 1200—1900 м н. у. м.), досить часто | [ 103 ]            | …                            |            |
| 564 | Ламкотрав крихкий Gaudinia fragilis (L.) P.Beauv. | На сухих трав'янистих та піщаних місцях та галечниках — у зх. ч. гірського Криму, дуже рідко (Байдарська долина) | [ 104 ]            | …                            |            |
| 565 | Лепешняк відхилений Glyceria declinata Bréb. | Виявлено у Львівській та Івано-Франківській області | [ 137 ]            | …                            |            |
| 566 | Лепешняк очеретяний Glyceria arundinacea Kunth | На берегах водойм і на заболочених лугах — у Лісостепу і Степу, зрідка, переважно в сх. ч., а в зх. ч. Правобережжя відомі 2 місця зростання в Хмельницькій обл. (Волочиський і Кам'янець-Подільський р-ни) | [ 138 ]            | …                            |            |
| 567 | Лепешняк плавучий Glyceria fluitans (L.) R.Br. | На болотистих луках і болотах, на берегах водойм, у затоплюваних водою пониженнях — у Поліссі, Лісостепу та західних лісових районах, звичайний; у пн. ч. Степу, рідше; по долинах річок проникає у південні райони Степу; відсутній у Криму | …                  | …                            |            |
| 568 | Лепешняк великий Glyceria maxima (Hartm.) Holmb. | На заболочених луках, по берегах водойм (заходить у воду до глибини 2 м), на евтрофних та мезотрофних мінеральних болотах, у мокрих типах рівнинних та гірських лісів — по всій території, за винятком Криму | …                  | …                            |            |
| 569 | Лепешняк гайовий Glyceria nemoralis (R.Uechtr.) R.Uechtr. & Koern. | На болотистих місцях в тінистих листяних лісах — у лісових і лісостепових районах, спорадично | …                  | …                            |            |
| 570 | Glyceria notata Chevall. syn. Glyceria plicata (Fr.) Fr. | На заболочених луках, болотах та інших надмірно зволожених місцях, на берегах водойм — у лісових і лісостепових районах, пн. ч. Степу та Криму часто, у пд. ч. Степу рідко | …                  | …                            |            |
| 571 | Однолуска циліндрична Hainardia cylindrica (Willd.) Greuter | На приморських пісках, засолених луках і як бур'ян — у пд. Криму | [ 109 ]            | …                            |            |
| 572 | Helictochloa praeusta (Rchb.) Romero Zarco syn. Avenula praeusta (Reichenb.) J.Holub syn. Helictotrichon praeustum (Reichenb.) Tzvelev                                        | На луках, кам'янистих схилах, лісових галявинах, переважно у лісовому, субальпійському та альпійському поясах — у Карпатах (пд.-сх. ч.), часто; у західних лісових районах та західному Лісостепу, зрідка; відоме ізольоване місце знаходження в околицях Кропивницького | [ 104 ]            | …                            |            |
| 573 | Helictochloa hookeri (Scribn.) Romero Zarco | ? | [ 139 ]            | …                            |            |
| 574 | Helictochloa pratensis (L.) Romero Zarco | ? | [ 140 ]            | …                            |            |
| 575 | Helictochloa compressa (Heuff.) Romero Zarco syn. Avenula compressa Heuff. syn. Helictotrichon compressum (Heuff.) Henrard                                                    | На гірських кам'янистих схилах, лісових галявинах, серед чагарників, у розріджених лісах — у гірському Криму, включаючи Кримські Передгір'я, зрідка | [ 107 ]            | …                            |            |
| 576 | Helictochloa planiculmis (Schrad.) Romero Zarco syn. Avenula planiculmis (Schrad.) W.Sauer & Chmel. syn. Helictotrichon planiculme (Schrad.) Pilg.                            | На луках переважно субальпійського пояса на висоті 1200–1860 м — у пд.-сх. ч. Карпат, нерідко | …                  | …                            |            |
| 577 | Helictochloa versicolor (Vill.) Romero Zarco syn. Avenula versicolor (Vill.) M.Laínz syn. Helictotrichon versicolor (Vill.) Pilg.                                             | На високогірних луках у субальпійському та альпійському поясах на висоті 1200–1900 м — у Карпатах, переважно у сх. ч., часто | …                  | …                            |            |
| 578 | Вівсюнець пустельний Helictotrichon desertorum (Less.) Pilg. | На кам'янистих місцях, найчастіше на вапнякових оголеннях, укритих степовою рослинністю — у Тернопільській, Львівській та Івано-Франківській областях, зрідка (релікт) | …                  | …                            |            |
| 579 | Медова трава вовниста Holcus lanatus L. | На луках, в розріджених лісах (переважно суборах), на лісових галявинах, серед кущів — у Поліссі (крім східної частини), західних лісових районах, Карпатах і Південному Криму часто; в Лісостепу рідко; у Степу 1 місце в Комишуваському районі Запорізької області | [ 101 ]            | …                            |            |
| 580 | Медова трава м'яка Holcus mollis L. | У лісах, серед чагарників, на луках і молодих покладах — у лісових районах Правобережжя, Волинського Лісостепу і Карпатах, порівняно часто | …                  | …                            |            |
| 581 | Ячмінка лісова Hordelymus europaeus (L.) Jess. ex Harz | У тінистих букових, грабово-дубових і дубових лісах — у правобережному і західному Лісостепу, західних лісових районах, Карпатах і гірському Криму, зрідка | [ 109 ]            | …                            |            |
| 582 | Hordeum marinum Huds. у т. ч. Hordeum geniculatum, Hordeum hystrix | На відкритих сухих схилах, пісках, солончаках, бур'янах — у Степовому Криму, спорадично; заходить до гірського Криму; на Чонгарському півострові та в ок. Генічеська | …                  | …                            |            |
| 583 | Ячмінь мишачий Hordeum murinum L. | На відкритих сухих степових схилах та вологих місцеперебуваннях, на пісках та смітниках — майже на всій території | …                  | …                            |            |
| 584 | Ячмінь цибулястий Hordeum bulbosum L. | По узбіччях доріг, на галявинах, серед чагарникових заростей, на відкритих рівних ділянках та схилах — у пд. Криму часто; у Кримських Передгір'ях зрідка; місцями заходить на яйли; в ок. Одеси та у Львівській обл. (м. Дубляни) | [ 141 ]            | …                            |            |
| 585 | Hordeum secalinum Schreb. | У Криму | [ 142 ]            | …                            |            |
| 586 | Кипець Біберштайна Koeleria biebersteinii M.G.Kalen. | На вапнякових щебеневих схилах — у Криму, зрідка. Ендемік Криму | [ 106 ]            | …                            |            |
| 587 | Кипець блискучий Koeleria splendens C.Presl у т. ч. Koeleria callieri, Koeleria cristata, Koeleria moldavica                                                                  | На степах, схилах, сухих луках, галявинах і узліссях — у Лісостепу, Степу та гірському Криму, часто; у лісових районах, рідше | …                  | …                            |            |
| 588 | Кипець Делявіня Koeleria delavignei Czern. ex Domin | У заплавах річок, переважно на луках середнього та високого рівня — у пн. ч. Лівобережжя, досить часто; на Правобережжі в окр. Києва, Білої Церкви та Димерському р-ні Київської обл. | …                  | …                            |            |
| 589 | Koeleria pyramidata (Lam.) P.Beauv. у т. ч. Koeleria grandis (кипець великий)                                                                                                 | У борах і суборях, на зарослих річкових дюнах — у пн. ч. Правобережжя та зх. ч. Лівобережного Полісся, зрідка; в ок. Полтави та Харкова | …                  | …                            |            |
| 590 | Кипець великоцвітий Koeleria macrantha (Ledeb.) Schult. syn. Koeleria talievii (кипець Талієва)                                                                               | На крейдяних оголеннях — у Донецькому Лісостепу та пн.-сх. ч. Лівобережного Степу, зрідка. У ЧКУ має статус «неоцінений» | …                  | …                            |            |
| 591 | Кипець короткий Koeleria brevis Steven у т. ч. Koeleria lobata (кипець низький)                                                                                               | На кам'янистих степових схилах і відслоненнях вапняків і гранітів — на півдні Степу і в Криму, зрідка; ізольовані місця в Донецькому Лісостепу і на півдні Правобережного Лісостепу | [ 143 ]            | …                            |            |
| 592 | Кипець сизий‎ Koeleria glauca Steven у т. ч. Koeleria sabuletorum | На борових пісках — у Поліссі та західних лісових районах, досить часто; на пісках долини Дніпра і деяких його правобережних приток просувається на південь в межі Лісостепу; ізольовані місця зростання є на півночі Лівобережної Степу (Вовчанський та Чугуївський р-ни Харківської обл.) | …                  | …                            |            |
| 593 | Дикий рис звичайний‎ Leersia oryzoides (L.) Sw. | На болотах, берегах річок і струмків, по топких місцях, зазвичай утворює зарості — на Поліссі, Лісостепу та пн.-сх. ч. Степу, як правило; у пд. ч. Степу, рідко; зустрічається у Карпатах; відсутня у Криму | [ 93 ]             | …                            |            |
| 594 | Колосняк пісковий Leymus arenarius (L.) Hochst. | На пісках — у західній частині дуже рідко (околиці Ковеля Волинської обл., Львова і Явора Львівської обл.) | [ 119 ]            | …                            |            |
| 595 | Колосняк китицецвітий Leymus racemosus (Lam.) Tzvelev у т. ч. Leymus sabulosus                                                                                                | На пісках — у літоральній смузі Чорного та Азовського морів, зрідка трапляється на річкових пісках нижньої течії Дніпра, на Сіверському Дінці, Осколі, Хопрі; у пн.-сх. ч. Степу, дуже рідко | …                  | …                            |            |
| 596 | Колосняк гіллястий Leymus ramosus (K.Richt.) Tzvelev | На солонцях і солонцюватих степових місцях, біля доріг, по околицях полів — на півдні Лівобережного Степу, часто; в пн.-сх. ч. Лівобережного Степу та Донецького Лісостепу, зрідка; на Правобережжі в ок. Миколаєва та Кіровограда | …                  | …                            |            |
| 597 | Lolium arundinaceum (Schreb.) Darbysh., syn. Festuca arundinacea Schreb., у т. ч. Festuca orientalis                                                                          | На вологих і солонцюватих луках і заплавах річок, по дну балок, у складі крупнозлакових лук Карпат, на сирих, перезволожених або болотистих ґрунтах — по всій території, але найчастіше на півн.-сх. ч. Лівобережжя та гірському Криму | [ 126 ]            | …                            |            |
| 598 | Lolium giganteum (L.) Darbysh., syn. Festuca gigantea (L.) Vill. | У широколистяних рівнинних та гірських лісах, нерідко по узліссях та краях вирубок, піднімається до субальпійського поясу — у лісових та лісостепових районах (включаючи Карпати та гірський Крим), часто; у пн. ч. Степу, зрідка | …                  | …                            |            |
| 599 | Lolium pratense (L.) Darbysh., syn. Festuca pratensis Huds. | На луках, узліссях, галявинах, вирубках, у розріджених лісах — на всій території, зазвичай; але найчастіше у лісових і лісостепових районах, крайньому півдні Степу, рідко | …                  | …                            |            |
| 600 | Пажитниця рясноцвіта Lolium multiflorum Lam. | Біля доріг, на засмічених місцях в населених пунктах, садах і парках, як інтродукований — у лісових і лісостепових районах та пд. Криму, зрідка | [ 132 ]            | …                            |            |
| 601 | Пажитниця багаторічна Lolium perenne L. | На луках і галявинах, біля доріг, на вигонах та сміттєвих місцях — у Лісостепу, західних районах Карпат та гірському Криму (включаючи передгір'я та ПБК), часто; у Поліссі та Правобережному Степу, рідше; у степових районах Лівобережжя майже не трапляється. | …                  | …                            |            |
| 602 | Пажитниця жорстка Lolium rigidum Gaudin (у т. ч. Lolium loliaceum) | На відкритих сухих схилах, сміттєвих місцях та вздовж доріг, іноді в посівах — у південному Криму, зрідка | …                  | …                            |            |
| 603 | Пажитниця п'янка Lolium temulentum L. (у т. ч. Lolium arvense) | У посівах, рідше на ріллі, біля доріг і на засмічених місцях — в Поліссі, західних лісових районах і пн. Правобережного Лісостепу | …                  | …                            |            |
| 604 | Перлівка висока Melica altissima L. | У розріджених широколистяних та змішаних лісах, на галявинах і узліссях, у заростях чагарників — у Лісостепу і Степу (крім крайнього півдня), досить часто; у Криму, Карпатах і Закарпатті відсутній | [ 121 ]            | …                            |            |
| 605 | Перлівка поникла Melica nutans L. | У свіжих і вологих широколистяних, змішаних і деяких дрібнолистяних лісах і густих чагарниках — у лісових і лісостепових районах, Карпатах та гірському Криму, часто; у Степу — поодинокі місця | …                  | …                            |            |
| 606 | Перлівка трансильванська Melica transsilvanica Schur | У заростях чагарників, на лісових галявинах і узліссях, в розріджених освітлених широколистяних, змішаних, соснових, ялівцевих і ялівцево-дубових лісах, уздовж доріг, в полезахисних лісових смугах — у Лісостепу і Степу досить часто; в гірському Криму та Закарпатті зрідка | …                  | …                            |            |
| 607 | Перлівка одноцвіта Melica uniflora Retz. | У сухих, свіжих і вологих типах скельнодубових і букових лісів — у південно-західних лісових і лісостепових районах та Закарпатті, зрідка | …                  | …                            |            |
| 608 | Перлівка війчаста Melica ciliata L. (у т. ч. Melica monticola, Melica taurica)                                                                                                | Південне Поділля та Крим | [ 144 ]            | …                            |            |
| 609 | Просянка розлога Milium effusum L. | У широколистяних та змішаних (вододільних, заплавних та гірських) лісах, на луках і серед чагарників — по всій території, крім півд. ч. Степу, де знайдено лише у Голопристанському р-ні Херсонської обл. (Буркутські плавні) | [ 101 ]            | …                            |            |
| 610 | Просянка весняна Milium vernale M.Bieb. | У чагарниках, лучно-степових і вапняково-кам'янистих місцях з пухким або піщанистих ґрунтом — на півдні Степу і в Криму (в його гірській частині і на Керченському півострові), зрідка | [ 101 ]            | …                            |            |
| 611 | Molineriella laevis (Brot.) Rouy | Крим | [ 145 ]            | …                            |            |
| 612 | Molinia arundinacea Schrank syn. Molinia litoralis Host | ? | [ 146 ]            | …                            |            |
| 613 | Безколінець блакитний Molinia caerulea (L.) Moench | На болотах, вологих луках та лісах — у Поліссі, зх. і пн.-сх. ч. Лісостепу та Карпатах, зазвичай; у пн.-сх. ч. Степу, рідше | [ 93 ]             | …                            |            |
| 614 | Мичка звичайна Nardus stricta (L.) Moench | На суходільних луках і в заплавах річок, на болотах, в хвойних, змішаних і дрібнолистих лісах, на галявинах і узліссях, прогалинах, вирубках, гарі, уздовж доріг — у Поліссі та Карпатах, часто; в Лісостепу, рідко; в Степу відоме одне місце зростання в Криворізькому р-ні Дніпропетровської обл | …                  | …                            |            |
| 615 | Горянка дворядна Oreochloa disticha (Wulfen) Link | На луговинах і кам'янистих місцях у верхній частині субальпійського та в альпійському поясі на висоті близько 1800 м — у пд.-сх. ч. Карпат (хр. Чорногора, Гуцульсько-мармарошські гори), рідко | [ 121 ]            | …                            |            |
| 616 | Дволусківниця зігнута Parapholis incurva (L.) C.E.Hubb. | На приморських пісках та галечниках — у Кримських Передгір'ях та пд. Криму, дуже рідко | [ 109 ]            | …                            |            |
| 617 | Очеретянка звичайна Phalaris arundinacea L. | По берегах річок і на заболочених лугах, нерідко утворює зарості — по всій Україні (за винятком пд. Криму), але частіше в лісових і лісостепових районах | [ 27 ]             | …                            |            |
| 618 | Тимофіївка піскова Phleum arenarium L. | У піщаних вологих місцях — у Правобережному Лісостепу, дуже рідко (Кропивницький); вказується для Криму | [ 147 ]            | …                            |            |
| 619 | Тимофіївка волотиста Phleum paniculatum Huds. | На відкритих сухих схилах, кам'янистих розсипах, пісках і галечниках — у Кримському передгір'ї й на ПБК | …                  | …                            |            |
| 620 | Тимофіївка шилувата Phleum subulatum (Savi) Asch. & Graebn. | На кам'янистих відкритих сухих схилах, галечниках і пісках — у західній частині Кримських Передгір'їв і південноик Криму, зрідка | …                  | …                            |            |
| 621 | Тимофіївка степова Phleum phleoides (L.) H.Karst. | У степах, на сухих луках, в чагарниках й на узліссях — на всій території, але на крайньому півдні Степу рідко | [ 148 ]            | …                            |            |
| 622 | Тимофіївка альпійська Phleum alpinum L. | У субальпійському і альпійському поясах на галявинах — у Карпатах, досить часто | [ 102 ]            | …                            |            |
| 623 | Тимофіївка шорстковолосиста Phleum hirsutum Honck. | У нижній частині субальпійського пояса Карпат — у східній частині Карпат | …                  | …                            |            |
| 624 | Тимофіївка гірська Phleum montanum K.Koch | На щебенистих гірських схилах і скелях, у заростях кущів на місці зведених лісів, на лісових галявинах — у Карпатах і гірському Криму (включаючи передгір'я і частково ПБК) | …                  | …                            |            |
| 625 | Тимофіївка лучна Phleum pratense L. | На луках, лісових галявинах, у розріджених лісах та чагарниках, на степових та кам'янистих схилах — по всій території, особливо на Поліссі, Лісостепу, Карпатах та гірському Криму (включаючи передгір'я та ПБК); у Степу зустрічається рідше (на півдні Степу зникає) | …                  | …                            |            |
| 626 | Лускохвіст паннонський Pholiurus pannonicus (Host) Trin. | На солонцях і солонцюватих низинних луках — у півд. ч. Степу (включаючи Степовий Крим), досить часто; у півн. ч. Степу і Донецькому Лісостепу, зрідка | [ 109 ]            | …                            |            |
| 627 | Очерет звичайний Phragmites australis (Cav.) Trin. ex Steud. | У заплавах річок, на берегах водойм, річок, озер, у плавнях, на болотах і болотистих луках — по всій території, часто | [ 93 ]             | …                            |            |
| 628 | Рисівка медовотравна Piptatherum holciforme (M.Bieb.) Roem. & Schult. | На кам'янистих місцях, зсувах і осипах, в розріджених листяних і ялівцево-дубових лісах і чагарникових чагарниках — на ПБК, часто; у гірському Криму, зрідка | …                  | …                            |            |
| 629 | Тонконіг альпійський Poa alpina L. | На полонинах, скелях та осипах у субальпійському та альпійському поясах — у Карпатах, нерідко | [ 149 ]            | …                            |            |
| 630 | Тонконіг вузьколистий Poa angustifolia L. | У степах, на застепенених луках, у сухих дібровах, борах і суборях, лісосмугах, на сухих схилах та кам'янистих оголеннях — по всій території, звичайний | …                  | …                            |            |
| 631 | Тонконіг однорічний Poa annua L. | На вирубках, на берегах водойм, узбіччях лісових і лугових доріг, на яйлах, субальпійських луках і в криволіссі Карпат, як бур'ян — у Поліссі, Лісостепу, Карпатах та гірському Криму, звичайний | …                  | …                            |            |
| 632 | Тонконіг гранітний Poa granitica Braun-Blanq. | На скелях та кам'янистих розсипах, на гірських луках в альпійському та субальпійському поясах — у Карпатах, зрідка | …                  | …                            |            |
| 633 | Poa ursina Velen., syn. Poa media Schur | На скелях та галявинах у субальпійському поясі. сх. ч. Карпат, лише на хр. Мармарош (гори Зебран, Піп Іван) | …                  | …                            |            |
| 634 | Тонконіг болотяний Poa palustris L. | На заплавних луках, болотах, на берегах водойм, у заплавних лісах, рідше — на вирубках і в лісосмугах — по всій території, звичайний; у Криму відсутній | …                  | …                            |            |
| 635 | Тонконіг лучний Poa pratensis L. | На заплавних луках, лісових галявинах — повсюдно, але на півдні Степу рідшає | …                  | …                            |            |
| 636 | Тонконіг бульбистий Poa bulbosa L. | У степах, на глинистих схилах, пісках, крейдах, кам'янистих оголеннях, у борах і суборях, лісосмугах, ялівцево-дубових лісах Криму, на яйлах — у Степу, сх. ч. Лісостепу та Криму, звичайно; у зх. ч. Лісостепу, Поліссі та Карпатах, зрідка | [ 129 ]            | …                            |            |
| 637 | Тонконіг широколистий Poa chaixii Vill. | На субальпійських луках, у криволіссі, зелено-вільшанниках, на пустках, зрідка на галявинах, узліссях та вирубках у гірських лісах — у Карпатах, часто | …                  | …                            |            |
| 638 | Тонконіг стиснутий Poa compressa L. | На глинистих схилах, кам'янистих оголеннях, пісках і як бур'ян — по всій території, часто | …                  | …                            |            |
| 639 | Тонконіг сизий Poa glauca Vahl | На кам'янистих оголеннях у субальпійському, рідше альпійському поясах – у Карпатах | …                  | …                            |            |
| 640 | Тонконіг гібридний Poa hybrida Gaudin | У гірських лісах, на вологих кам'янистих ґрунтах — у Карпатах (Чивчинські гори); надзвичайно рідкісний | …                  | …                            |            |
| 641 | Тонконіг довголистий Poa longifolia Trin. | На яйлах, у грабово-букових та букових лісах — у горах Криму, часто | …                  | …                            |            |
| 642 | Тонконіг гайовий Poa nemoralis L. | У широколистяних лісах, борах і суборях, на кам'янистих оголеннях, яйлах — у Карпатах, Поліссі, Лісостепу, Лівобережному Степу та гірському Криму, звичайний | …                  | …                            |            |
| 643 | Тонконіг Ремана Poa rehmannii (Asch. & Graebn.) K.Richt. | У горах на кам'янистих місцях — відомий лише з Івано-Франківської обл. | …                  | …                            |            |
| 644 | Тонконіг розсунутий Poa remota Forselles | На вологих тінистих місцях, у лісах біля виходу ключів, уздовж струмків — у Карпатах, Поліссі та Лісостепу, спорадично; на півночі Степу, дуже рідко | …                  | …                            |            |
| 645 | Тонконіг неплідний Poa sterilis M.Bieb. | На кам'янистих відслоненнях, у сухих світлих лісах, на яйлах — у південному Криму, горах Криму, зазвичай; в передгір'ях Криму, Кримському Лісостепу і Степу, рідше. Поза Кримом відомо кілька місць у Правобережному Степу (Херсонська обл.) | …                  | …                            |            |
| 646 | Тонконіг різнобарвний Poa versicolor Besser | У степах і на кам'янистих оголеннях, на вапняках — у 3. Лісостепу (Дністром та його притоками), заходить у Прикарпатські ліси, відомі поодинокі місця зростання в сх. ч. Лівобережних Лісостепу та Степу | …                  | …                            |            |
| 647 | Тонконіг звичайний Poa trivialis L. | На заплавних луках, болотах, на берегах водойм, у заплавних лісах, на вирубках, полонинах — на Поліссі, Карпатах, Правобережному Лісостепу, звичайний; у пн. ч. Правобережного Степу, зрідка; на південь і схід рідшає; у Криму відсутній | [ 150 ]            | …                            |            |
| 648 | Тонконіг неміцний Poa infirma Kunth | ? | [ 151 ]            | …                            |            |
| 649 | Poa pannonica A.Kern. | ? | [ 152 ]            | …                            |            |
| 650 | Polypogon monspeliensis (L.) Desf. | Крим | [ 153 ]            | …                            |            |
| 651 | Багатоборідник прибережний Polypogon viridis (Gouan) Breistr. (syn. Polypogon semiverticillatus (Forssk.) Hyl.)                                                               | На берегах річок, струмків та ариків, на галечниках і як бур'ян на плантаціях та в населених пунктах на вологих місцях — у південному Криму, досить часто; у Передгір'ях Криму, зрідка | [ 27 ]             | …                            |            |
| 652 | Ламкоколосник ситниковий Psathyrostachys juncea (Fisch.) Nevski | На відслоненнях крейди і вапняках — у Лівобережному Степу (Крим, Запорізька й Луганська області) | [ 119 ]            | …                            |            |
| 653 | Покісниця скручена Puccinellia convoluta (Hornem.) Fourr. | ? | [ 154 ]            | …                            |            |
| 654 | Покісниця кострицеподібна Puccinellia festuciformis (Host) Parl. | ? | [ 155 ]            | …                            |            |
| 655 | Покісниця строкатоцвіта Puccinellia poecilantha (K.Koch) Grossh. | ? | [ 156 ]            | …                            |            |
| 656 | Покісниця розхилиста Puccinellia distans (Jacq.) Parl. | На солончаках, засолених луках, по берегах водойм, на прирічкових пісках і галечниках, як бур'ян біля доріг і в населених пунктах — у Лівобережній і сх. частині Правобережних Лісостепу й Степу звичайний вид; відомий з околиць Львова та с. Теребля Закарпатської області | [ 114 ]            | …                            |            |
| 657 | Puccinellia dolicholepis (V.I.Krecz.) Pavlov (syn. Puccinellia fominii Bilyk)                                                                                                 | На солончаках та засолених піщаних та супіщаних ґрунтах — на крайньому півдні Степу (вкл. Степовий Крим) | …                  | …                            |            |
| 658 | Покісниця велетенська Puccinellia gigantea (Grossh.) Grossh. | На солончаках — у півд. ч. Лівобережного Лісостепу та Степу, включаючи Степовий Крим, досить часто | …                  | …                            |            |
| 659 | Кипчиця гребеняста Rostraria cristata (L.) Tzvelev | На відкритих сухих схилах, скелях та розсипах, біля доріг, на плантаціях і в парках — у пд. Криму (від Сімеїзу до Гурзуфа), зрідка. Відомий з ок. Севастополя | [ 143 ]            | …                            |            |
| 660 | Твердоколос стиснутий Sclerochloa dura (L.) P.Beauv. | На вигонах, біля доріг і стежок, на межах, сухих глинистих схилах — на півдні Степу, у Кримському передгір'ї і південному Криму, досить часто; в Лісостепу, рідше; знайдено в Перечинському та Берегівському р-нах Закарпатської обл. | [ 114 ]            | …                            |            |
| 661 | Тростяниця кострицева Scolochloa festucacea (Willd.) Link | На болотах, берегах водойм і в воді — в Поліссі, Лісостепу і пн. ч. Степу, зрідка. Знайдена також в ок. Херсона та Закарпатської обл. (м. Теребля) | [ 103 ]            | …                            |            |
| 662 | Жито дике Secale sylvestre Host | На піщаних терасах річок та приморських пісках, рідше на молодих піщаних наносах у заплавах річок — у Степу та пд. ч. Лісостепу, як правило; на Поліссі (у долині Дніпра), дуже рідко | [ 119 ]            | …                            |            |
| 663 | Sesleria alba Sm. | ? | [ 157 ]            | …                            |            |
| 664 | Сеслерія карпатська Sesleria bielzii Schur, syn. Sesleria coerulans subsp. bielzii                                                                                            | На гірських схилах та скелях у верхньому гірському поясі на висоті 1400–2000 м н.р.м. — у пд.-сх. ч. Карпат, часто | [ 121 ]            | …                            |            |
| 665 | Сеслерія болотяна Sesleria caerulea (L.) Ard. | В Україні відомий з єдиного локалітету (Пн.-Зх. Поділля, Вороняки), де росте у долині р. Золочівка. У ЧКУ має статус «зникаючий» | [ 158 ]            | …                            |            |
| 666 | Сеслерія Гойфлера Sesleria heufleriana Schur | На кам'янистих схилах, вапнякових та гіпсових скелях — біля зх. Лісостепу та Карпат, зрідка | [ 118 ]            | …                            |            |
| 667 | Мишій сизий Setaria pumila (Poir.) Roem. & Schult. | На городах, полях (серед просапних культур), по стерні, в садах, рідше по берегах рік на піщаних ґрунтах — по всій території, б. м. часто; у південних степових районах переважно у долинах річок та подах | [ 116 ]            | …                            |            |
| 668 | Мишій кільчастий Setaria verticillata (L.) P.Beauv. | На бур'янах, у садах, парках, на городах, у посівах на поливних землях; віддає перевагу пухким ґрунтам — у Лісостепу та Степу, Криму (переважно Південному) та Закарпатті, спорадично; на Полісся майже не заходить | …                  | …                            |            |
| 669 | Мишій зелений Setaria viridis (L.) P.Beauv. | На оброблюваних ґрунтах (особливо по стерні озимих та ярих культур), на межах, узбіччях доріг, бур'янах, біля жител — по всій території, часто | …                  | …                            |            |
| 670 | Sibirotrisetum sibiricum (Rupr.) Barberá syn. Trisetum sibiricum Rupr. (трищетинник сибірський)                                                                               | На вологих луках і галявинах, у вільшаниках, сирих і вологих борах — у Лісостепу та частково Поліссі, спорадично; переважно на Лівобережжі | [ 143 ]            | …                            |            |
| 671 | Ковила непомітна Stipa adoxa Klokov & Osychnyuk | Ендемік донецького Приазов'я. У ЧКУ має статус «недостатньо відомий» | [ 159 ]            | …                            |            |
| 672 | Ковила шорстка Stipa asperella Klokov & Osychnyuk | Північне Причорномор'я, Приазов'я, Донецький кряж. У ЧКУ має статус «недостатньо відомий» | [ 160 ]            | …                            |            |
| 673 | Ковила дніпровська Stipa borysthenica Klokov ex Prokudin | Пд. Полісся, борова тераса Дніпра, Сх. Лісостеп, річкові та приморські піски степової частини країни. У ЧКУ має статус «вразливий» | [ 161 ]            | …                            |            |
| 674 | Ковила короткокрила Stipa brachyptera Klokov | Гірський Крим. У ЧКУ має статус «недостатньо відомий» | [ 162 ]            | …                            |            |
| 675 | Ковила волосиста Stipa capillata L. | Доходить до пд. межі Полісся, в Лісостепу і Степу, Криму — звичайно. У ЧКУ має статус «неоцінений» | [ 163 ]            | …                            |            |
| 676 | Ковила пухнастолиста Stipa dasyphylla (Lindem.) Czern. ex Trautv. | У степовій зоні з іррадіацією в лісостепову, Подільська та Придніпровська височини. У ЧКУ має статус «вразливий» | [ 164 ]            | …                            |            |
| 677 | Ковила донецька Stipa donetzica Chuprina | У сх. частині Донецького кряжу. У ЧКУ має статус «недостатньо відомий» | [ 165 ]            | …                            |            |
| 678 | Ковила Лессинґа Stipa lessingiana Trin. & Rupr. | Степ, Гірський Крим, зрідка — Лісостеп (пд. р-ни). У ЧКУ має статус «неоцінений» | [ 166 ]            | …                            |            |
| 679 | Ковила Мартиновського Stipa martinovskyi Klokov | Ендемік Криму. Відомі окремі місцезнаходження: Сімферопольский р-н, окол. с. Партизанське, Кольчугіне; окол. с. Планерське, Нижні Кози; Тарханкутський п-ів, між смт. Чорноморське та Красна Поляна. У ЧКУ має статус «недостатньо відомий» | [ 167 ]            | …                            |            |
| 680 | Ковила пірчаста Stipa pennata L. | Волино-Подільська височина, лісостепова (частіше на Лівобережжі), степова зони. У ЧКУ має статус «вразливий» | [ 168 ]            | …                            |            |
| 681 | Ковила причорноморська Stipa pontica P.A.Smirn., Syn. Stipa poëtica Klokov | У передгір'ї Пд. та Сх. Криму. У ЧКУ має статус «вразливий» | [ 169 ]            | …                            |            |
| 682 | Ковила найгарніша Stipa pulcherrima P.A.Smirn. | Трапляється переважно в Лісостепу та в Степу, рідше — в Криму. Ізольовані місця знаходження в Сумській обл. У ЧКУ має статус «вразливий» | [ 170 ]            | …                            |            |
| 683 | Ковила Сирейщикова Stipa syreistschikowii P.A.Smirn. | Східна частина південного узбережжя Криму (КараДаг — Судак). У ЧКУ має статус «вразливий» | [ 171 ]            | …                            |            |
| 684 | Ковила вузьколиста Stipa tirsa P.A.Smirn. | Північне Поділля (рідко), Лісостеп, Степ, Гірський Крим. У ЧКУ має статус «вразливий» | [ 172 ]            | …                            |            |
| 685 | Ковила закарпатська Stipa transcarpatica Klokov | В Україні — єдине місцезростання на пд. схилі г. Чорна гора в окол. м. Виноградів Закарпатської обл. У ЧКУ має статус «зникаючий» | [ 173 ]            | …                            |            |
| 686 | Ковила українська Stipa ucrainica P.A.Smirn. | На Причорноморській та Приазовській низинах, рівнинній частині Криму. У ЧКУ має статус «неоцінений» | [ 174 ]            | …                            |            |
| 687 | Ковила Залеського Stipa zalesskii Wilensky ex P.A.Smirn. | На Старобільщині, Донбасі та Сх. Приазов'ї. У ЧКУ має статус «вразливий» | [ 175 ]            | …                            |            |
| 688 | Стрічкоосник шорсткий Taeniatherum caput-medusae (L.) Nevski | На відкритих сухих схилах, пагорбах, бур'янах — у Кримських Передгір'ях і пд. Криму, досить часто; у Степовому Криму, зрідка; як заносне у деяких пунктах Одеської, Миколаївської та Херсонської областей | [ 109 ]            | …                            |            |
| 689 | Thinopyrum bessarabicum (Savul. & Rayss) Á.Löve syn. Elytrygia bessarabica (Savul. & Rayss) Holub (пирій бессарабський)                                                       | На приморських пісках і піщано-черепашкових наносах літоральної смуги Чорного та Азовського морів — на півдні Степу і в пд. Криму, рідко | [ 108 ]            | …                            |            |
| 690 | Thinopyrum junceum (L.) Á.Löve syn. Elymus farctus (Viv.) Runemark ex Melderis (пирій наповнений) у т. ч. Elytrygia bessarabica (пирій бессарабський)                         | На приморських пісках та піщано-черепашкових наносах літоральної смуги Чорного та Азовського морів — на півдні Степу та в пд. Криму, рідко | …                  | …                            |            |
| 691 | Thinopyrum elongatum (Host) D.R.Dewey syn. Elymus elongatus (Host) Runemark (пирій видовжений)                                                                                | На солончаках і солонцюватих луках, пісках і галечниках — біля прибережної смуги Чорного та Азовського морів, досить часто; у Лівобережному Лісостепу та Степу, на півдні Правобережного Степу, зрідка. | [ 176 ]            | …                            |            |
| 692 | Thinopyrum intermedium (Host) Barkworth & D.R.Dewey syn. Elymus hispidus (Opiz) Melderis (пирій сизий) syn. Elytrygia intermedia Host                                         | У степах, на степових схилах, крейдяних, вапнякових і лесових відслоненнях, пісковиках, лісових галявинах і узліссях, в заростях чагарників, біля доріг — на всій території, часто, крім Полісся | [ 98 ]             | …                            |            |
| 693 | Thinopyrum obtusiflorum (DC.) Banfi | ? | [ 177 ]            | …                            |            |
| 694 | Чіплянка звичайна Tragus racemosus (L.) All. | На пісках, витоптаних вапняково-кам'янистих місцях, на гранітному щебені, уздовж доріг, на вигонах і покладах, як бур'ян у садах і виноградниках — у південній частині Степу, Кримське передгір'я і східна частина Південного Криму, часто; в Лісостепу, зрідка (можливо, як занесена) | [ 117 ]            | …                            |            |
| 695 | Трищетинник жовтуватий Trisetum flavescens (L.) P.Beauv. | На луках, лісових галявинах, у розріджених лісах — у Карпатах, часто; у західних лісових районах, зрідка | [ 104 ]            | …                            |            |
| 696 | Трищетинник альпійський Trisetum alpestre (Host) P.Beauv. | На відслоненнях вапняків і пісковиків у альпійському поясі — в Карпатах, рідко (хр. Свидовець, Чорногора, Чивчинські гори, хр. Чорний Діл) | [ 143 ]            | …                            |            |
| 697 | Трищетинник карпатський Trisetum fuscum (Kit. ex Schult.) Schult., syn. Trisetum ciliare (Kit.) Domin                                                                         | На вологих кам'янистих місцях і скелях, у верхньому гірському поясі на висоті 1400–1700 м — на сх. ч. Карпат, нерідко (гора Близниця та хр. Чорногора) | …                  | …                            |            |
| 698 | Трищетинник довговолосистий Trisetum macrotrichum Hack. | На вапнякових скелях та осипах — вказується для Українських Карпат (на кордоні з Румунією) | …                  | …                            |            |
| 699 | Трищетинник жорсткий Trisetum rigidum (M.Bieb.) Roem. & Schult. | На сухих кам'янистих схилах, скелях та осипах — у Криму дуже рідко (точні місця знаходження невідомі) | …                  | …                            |            |
| 700 | Пшениця однозерна Triticum monococcum L. | На відкритих сухих схилах, по околицях доріг, на межах, покинутих полях - у гірському Криму (район м. Білогірська, м. Балаклави, Байдарська долина), дуже рідко. У ЧКУ має статус «неоцінений» під назвою Triticum boeoticum Boiss. (Triticum monococcum subsp. aegilopoides) | [ 119 ]            | …                            |            |
| 701 | Вівсюжниця худа Ventenata macra (Steven ex M.Bieb.) Balansa ex Boiss. | На сухих схилах, скелях та кам'янистих розсипах — у Кримських Передгір'ях та Південному Криму, рідко; у Степовому Криму, дуже рідко (у Роздольненському р-ні, на Тарханкутському та Керченському півостровах) | [ 143 ]            | …                            |            |